# Классический китайский язык
Класси́ческий кита́йский язы́к (мандар. 文言 вэнья́нь, яп. 漢文 камбу́н и др.) — письменный язык, использовавшийся до начала XX века в Восточной Азии в литературных произведениях, научных публикациях, официальных документах и для деловой переписки.
Классический китайский основывается на языке текстов, написанных в период от эпохи Воюющих царств до династии Хань (V век до н. э. — III век н. э.) — язык произведений, написанных до V-го века до н. э., принято называть «доклассическим» древнекитайским. В наиболее узком значении «классический китайский» охватывает только язык текстов, написанных до основания империи Цинь в 221 году до н. э. В широком смысле классический китайский язык охватывает также книжный язык последующих эпох, который воспроизводил лексику и грамматические особенности древнего языка.
Обычно под «классическим китайским» понимают лишь письменный язык, не имеющий собственной фонетики — в отличие от термина «древнекитайский язык», который понимается прежде всего как древний разговорный язык. Для чтения вслух текстов на классическом китайском используют чтения иероглифов, восходящие к среднекитайской фонетике. Классический китайский непонятен на слух носителям современных китайских и других восточноазиатских языков, поэтому во многих регионах существовали традиции парафраза, или близкого к тексту перевода классических текстов на местный разговорный язык.
Классический китайский язык повлиял на языки стран своего распространения, включая современные китайские языки, а также японский, корейский и вьетнамский. В конце XIX и начале XX века произошёл отказ от классического китайского в пользу вернакуляров, однако лексика, устойчивые фразы и модели словообразования классического языка продолжают оказывать значительное влияние на современные языки Восточной Азии, особенно их формальные регистры.

## Терминология
Концепция «классического китайского» стала складываться в лингвистике лишь в XIX веке, из-за чего этот язык не имеет как такового самоназвания. В современных языках Синосферы он обычно называется «язык (империи) Хань» (漢文, яп. камбун, кор. ханмун, хокло hàn-bûn, вьет. hán văn / ханван) или «книжный язык» (文言, мандар. wényán / вэньянь, кант. màhnyìhn / маньинь, хокло bûn-giân, вьет. văn ngôn / ваннгон).
В узком смысле различают классический язык (古文, англ. Classical Chinese), основанный на разговорном древнекитайском языке, и последующий книжный язык (文言, англ. Literary Chinese), имитировавший письменный язык предшествующих эпох, но разошедшийся с живым языком — в широком смысле эти слова используются как синонимы. Точный временной рубеж между живым древнекитайским языком и основанным на нём книжным языком — предмет дискуссий.
По мнению С. Е. Яхонтова, впервые разрыв между книжным и разговорным языком, когда авторы текстов стали сознательно подражать языку памятников, созданных на несколько столетий раньше, стал заметен в VII веке н. э. Кай Фогельзанг считает, что письменный язык отражал устную речь только до I—II веков н. э. С другой стороны лингвист Виктор Мэйр утверждает, что классический китайский изначально сложился как сугубо письменный язык и никогда не отражал живую разговорную речь. Джон Цикоски считает «классическим китайским» язык VI—III веков до н. э., в широком смысле — до VI века н. э., при этом книжный язык Нового времени (文言) он вовсе считает продуктом эпохи Мин, появившимся как реакция на отход от традиционной словесности в период монгольского правления.

## История
Основой для классического китайского служит язык текстов, написанных в эпоху Сражающихся царств (V—III века до н. э.) на древнекитайском языке. Язык памятников, созданных до V века до н. э., называют «доклассическим». На доклассическом языке написаны «Пять канонов» (五經), включая Канон стихов и Книгу перемен, этот язык заметно отличается от классического и тексты на нём почти не были образцом для последующего книжного языка. Язык раскопанных текстов на бамбуке и шёлке, даже созданных в классический период, также могут не считать частью классического китайского, таким образом ограничивая его только переданными классическими текстами, ставшими образцами для последующего письменного языка.
Язык эпохи Хань многие исследователи также включают в классический период, однако уже после III века до н. э. наметилась унификация книжного языка — до этого периода в языке памятников можно обнаружить как минимум два древнекитайских диалекта, условно «конфуцианский» («Беседы и суждения», «Менций») и «исторический» («Комментарии Цзо», «Речи царств») — первый связывают с царством Лу, из которого происходил Конфуций. Эти два диалекта различаются употребляемыми в них служебными словами: например, «исторический» диалект использует слово 若 «если», тогда как «конфуцианский» использует в этом значении 如. В эпоху Хань (202 до н. э. — 220 н. э.) письменный язык не обнаруживает значительных диалектных различий.
Устный язык конца эпохи Хань — поздний древнекитайский — значительно изменился по сравнению с ранним древнекитайским. Существуют свидетельства того, что уже в это время стала прослеживаться тенденция подражать письменному языку более ранних авторов. Так, места в Книге Хань (II век н. э.), аналогичные фрагментам из Исторических записок (начало I века до н. э.), имеют более лаконичную структуру и пропускают тавтологичные слова в попытке придать тексту более «древний» и «книжный» стиль.
После II века н. э. классический китайский начал распространяться в соседние регионы: Вьетнам, Корею, Японию. До этого они не имели собственной письменности, и классический китайский стал их единственным письменным языком, независимо от распространённых там разговорных языков. Наиболее интенсивным китайское влияние на эти регионы было в VII—IX веках — к этому времени восходят большинство заимствований из среднекитайского языка в языках стран Восточной Азии.
Все учёные соглашаются в том, что письменный язык после VI—VII века н. э. (империи Суй и Тан) уже не был основан на разговорном языке и не входит в классический период. В эпохи Тан и Сун возникли современные китайские языки — они принципиально отличаются в своей грамматике, лексике и фонетике от классического китайского языка. Хотя классический китайский оставался основным письменным языком, в VIII—IX веках стали появляться тексты с влиянием разговорных языков региона. Так, буддийские притчи из Северного Китая, а также тексты сунских неоклассицистов имеют элементы раннего мандаринского языка. В Японии в VIII веке в японских хрониках Кодзики и Нихон-сёки, в целом написанных на классическом китайском, китайское письмо было использовано фонетически для записи старояпонского языка. В том же веке была создана Манъёсю, старейшее произведение на японском языке — она использовала иероглифы и как чисто фонетическое слоговое письмо, и как логограммы, обозначавшие синонимичные этим иероглифам японские слова. В царстве Силла в VIII—IX веках аналогичным способом были записаны хянга, поэмы на древнекорейском языке.

## Современное употребление
В конце XX века в среде вестернизированной китайской интеллигенции развернулась дискуссия об отказе от классического китайского в пользу байхуа — письма на разговорных языках, прежде всего мандаринском. Писатель Ху Ши говорил о классическом китайском, что «мёртвый язык не может породить живую литературу». Лозунгом сторонников упразднения классического китайского стала фраза «моя рука пишет вслед за моим ртом» (我手寫我口). В то же время эта позиция получала и долю критики — так, гонконгский юрист Хо Кхай, учитель Сунь Ятсена, писал в 1895 году, что «письмо на книжном языке вызовет неприязнь у тех, кто им не владеет, но использование просторечных слов вызовет насмешки читающей публики». Книгоиздатель Юй Фу (俞復), уроженец Уси и носитель языка у, писал в 1902 году, что для не-носителей мандаринского языка тексты на нём понятны не более, чем тексты на классическом китайском. В результате «Движения четвёртого мая» в 1919 году в Китайской Республике употребление классического китайского было резко ограничено. Официальным языком Республики стал мандаринский, поныне остающийся государственным языком Китая. В КНР после 1949 года употребление классического китайского сократилось ещё больше.
На Тайване и в Гонконге формальный язык до сих пор находится под сильным влиянием классического китайского. Его элементы широко используются в любых официальных текстах — от объявлений и уличных знаков до законов. До конца 1970-х большая часть законодательства Китайской Республики, включая Тайвань, писалась на классическом китайском языке. После реформ президента Янь Цзяганя новые законы стали писаться на мандаринском языке, но старые законы не переписывались, из-за чего основной их корпус всё ещё использует классический китайский. В тайваньских школах значительная часть курса литературы посвящена текстам на классическом китайском. Вопрос о преподавании классического китайского на Тайване часто становится идеологическим — политики от Демократической Прогрессивной партии обычно выступают за его сокращение, тогда как политики от партии Гоминьдан настаивают на обратном и обвиняют ДПП в попытках «декитаизации» образования.
В 2019 году число обязательных для изучения текстов на классическом китайском в школьной программе Министерства образования Тайваня было сокращено с 30 до 15 произведений, при этом большее внимание было уделено современной тайваньской литературе на мандаринском, хокло, хакка и языках тайваньских аборигенов. В преддверии Президентских выборов 2024 года на Тайване широкую огласку получил комментарий школьной учительницы Элис Оу, которая заявила, что текущий учебный план «бесстыден» и «преступен», а сокращение текстов на классическом китайском не только навредит языковым навыкам учеников, но и их нравственности — она особо отметила, что из новой программы были изъяты работы конфуцианского философа эпохи Мин Гу Яньу, посвящённые морали. Эти ремарки вызвали общественную дискуссию, в которой участвовали и политики от крупнейших партий. Так, кандидат Хоу Юи от Гоминьдана заявлял, что в случае его избрания учебный план будет пересмотрен, а заместитель председателя Гоминьдана Шон Линь сказал, что с помощью него ДПП хочет «сделать тайваньцев безграмотными». Кандидат от ДПП Лай Циндэ указал, что принятый учебный план является лишь базовым минимумом и общим ориентиром для собственных учебных программ, в значительной степени формируемых школами — в них число текстов на классическом китайском всё ещё составляет 35-45 процентов. Кандидат Кэ Вэньчжэ от «третьей силы» — Тайваньской народной партии — выразил компромиссную позицию, заявив, что не следует полностью отказываться от общей с Китаем культуры из-за политических разногласий, и хотя не обязательно чрезмерно нагружать учеников классическим китайским, «в танских и сунских стихах вовсе нет ничего плохого», после чего процитировал строки из поэта Су Ши в прочтении на языке хокло, который воспринимается символом тайваньской идентичности.
В Японии классический китайский долгое время использовался наряду с классическим японским языком, основанным на языке эпохи Хэйан (IX—XII века н. э.). После реставрации Мэйдзи классический китайский был официально заменён классическим японским в документообороте, а после Второй Мировой войны классический японский был заменён современным японским. Тексты на классическом китайском изучаются в старших классах японских школ. Классический китайский изучается не как отдельный предмет, а как часть курса японского языка (国語 кокуго) в рамках раздела «классика» (古典 котэн) — классический японский и классический китайский изучаются примерно в равной степени. В японских школах изучают как древнюю китайскую прозу и поэзию, так и японские тексты нового времени, написанные на классическом китайском. Тексты на классическом китайском снабжаются каэритэн и фуриганой для перевода на классический японский.
В 1897 году Корея перестала быть зависимой территорией Маньчжурской Империи (Цин) и стала независимой Корейской Империей. Корейский язык стал её официальным языком вместо классического китайского. В то же время классический китайский, часто через японское посредство, продолжал оказывать значительное влияние на корейский язык. В годы японского управления Кореей власти поощряли корейское смешанное письмо, использующее хангыль вместе с иероглифами, по образцу японского письма. После Второй Мировой войны в обоих корейских государствах смешанное письмо было упразднено, корейский язык стал писаться преимущественно чистым хангылем. Тем не менее, в корейских школах (как в РК, так и в КНДР) продолжают изучать иероглифы и некоторые тексты, написанные на классическом китайском (в том числе корейскими авторами). В Южной Корее для этой практики существуют два названия, обусловленные идеологией: сторонники возрождения иероглифов в корейском предпочитают называть её «обучение иероглифам» (漢字敎育 한자교육 ханча-гёюк), тогда как сторонники использования чистого хангыля называют её «обучение (классическому) китайскому языку» (漢文敎育 한문교육 ханмун-гёюк), как бы подчёркивая, что иероглифы не являются частью корейской письменности. Официально в южнокорейских школах изучается список из «Основных иероглифов для обучения (классическому) китайскому языку» (漢文敎育用基礎漢字 한문교육용기초한자 ханмун-гёюк-ён кичхо-ханча), включающий 1800 знаков, однако многие директора начальных и средних школ учреждают курсы иероглифов как факультативные, а не обязательные. Вопрос преподавания иероглифов и классического китайского в Корее также во многом политизирован: обучение иероглифам в школах было углублено при администрации президента Пак Кынхе, но сокращено при президенте Мун Джэине.

## Устная форма
Классический китайский, в строгом смысле, не имеет собственной фонетики. Для озвучивания текстов на классическом китайском используются соответствующие чтения иероглифов из современных языков. Чтения эти, как правило, восходят к среднекитайским чтениям.
Хотя грамматика и в меньшей степени лексика классического китайского оставались сравнительно однородны, ориентируясь на язык текстов конца первого тысячелетия до н. э., фонетика его долгое время не была стандартизирована. В V—VI веках н. э. под влиянием индийской лингвистической традиции стали появляться словари, описывающие фонетику тогдашнего разговорного языка разных регионов. Словарь «Рассечение рифм» 601 года скомпилировал несколько таких словарей из разных регионов с целью разработать общую, эталонную фонетическую система — ныне она называется «среднекитайской».
В империи Тан диалект её столицы, Чанъаня, стал престижным языком для всей Восточной Азии. Его фонетика, отличающаяся от фонетики ранних словарей и называемая поэтому «поздней среднекитайской», стала основой для чтений иероглифов в языках Синосферы. Китайские заимствования в японском, вьетнамском, корейском и миньских языках — последние отделились от древнекитайского ещё до нашей эры — ориентируются в своём произношении именно на говор Чанъаня эпохи Тан.
Во многих китайских языках различаются просторечные и книжные чтения иероглифов — последние предпочитаются для декламации классических китайских текстов. Особенно это характерно для миньских языков, где просторечные чтения происходят из праминьского языка, а книжные чтения — из позднего среднекитайского. В японском языке существуют два основных слоя китайских чтений — чтения гоон заимствованы из раннего среднекитайского и используются в сравнительно небольшом слое буддийской лексики, тогда как чтения канъон заимствованы из позднего среднекитайского и используются в подавляющем большинстве китайских слов в японском языке.
Независимо от того, чтениями иероглифов из какого языка читается текст на классическом китайском, он остаётся абсолютно непонятным в устной форме из-за сравнительно более бедной фонетики современных языков по сравнению с древнекитайским. Лингвист Чжао Юаньжэнь в 1930-х годах проиллюстрировал это на примере мандаринского языка, составив стихотворение «Господин Ши, поедающий львов» — в нём все 92 слога читаются на мандаринском как ши в одном из четырёх тонов. На других языках — кантонском, японском, хокло, корейском и т. д. — это же стихотворение будет читаться с большим разнообразием слогов, однако всё равно останется непонятным.
Здесь и далее слова на классическом китайском будут приводиться со среднекитайской транскрипцией на основе нотации Пань Уюня и Чжэнчжан Шанфана.

### Среднекитайская фонетика
В среднекитайском существовало 36 согласных-инициалей. В отличие от большинства современных китайских языков, согласные различались не только по придыхательности, но и по звонкости.
|                         | Взрывные и аффрикаты | Взрывные и аффрикаты | Взрывные и аффрикаты | Носовые | Фрикативы | Фрикативы | Аппроксиманты |
| глухие                  | придыхательные       | звонкие              | глухие               | Носовые | звонкие   |           | Аппроксиманты |
| ----------------------- | -------------------- | -------------------- | -------------------- | ------- | --------- | --------- | ------------- |
| Лабиальные              | 幫 p                 | 滂 pʰ                | 並 b                 | 明 m    |           |           |               |
| Переднеязычные          | 端 t                 | 透 tʰ                | 定 d                 | 泥 n    |           |           |               |
| Ретрофлексные           | 知 ʈ                 | 徹 ʈʰ                | 澄 ɖ                 | 娘 ɳ    |           |           |               |
| Латеральные             |                      |                      |                      |         |           |           | 來 l          |
| Зубные сибилянты        | 精 t͡s                | 清 t͡sʰ               | 從 d͡z                |         | 心 s      | 邪 z      |               |
| Ретрофлексные сибилянты | 莊 ʈ͡ʂ                | 初 ʈ͡ʂʰ               | 崇 ɖ͡ʐ                |         | 生 ʂ      | 俟 ʐ      |               |
| Палатальные             | 章 t͡ɕ                | 昌 t͡ɕʰ               | 禪 d͡ʑ                | 日 ɲ    | 書 ɕ      | 船 ʑ      | 以 j          |
| Велярные                | 見 k                 | 溪 kʰ                | 群 g                 | 疑 ŋ    |           |           |               |
| Ларингалы               | 影 ʔ                 |                      |                      |         | 曉 h      | 匣/云 ɦ   |               |

1. ↑  Неизвестно, были ли они зубными или альвеолярными. В современных китайских языках они обычно альвеолярные.
2. ↑  Встречается только в двух словах, 俟 и 漦, в словаре «Рассечение рифм», и совмещается с ɖʐ в «Обширном рифмовнике». Отсутствует во многих реконструкциях.
3. ↑  В таблицах рифм палатальные и ретрофлексные сибилянты считались одной серией, различие между ними считалось различием в финалях (ретрофлексные использовались перед финалями второго ряда, палатальные — третьего).
4. 1 2  В таблицах рифм присутствует инициаль 喻, но в современных анализах её считают общим названием для двух разных инициалей: 以 j и 云 ɦ, где вторая считается аллофоном финали 匣 ɦ.
5. ↑  Фрикатив h также реконструируется как x — в современных языках встречаются оба варианта. Аналогично, ɦ также реконструируется как ɣ.

В среднекитайской системе есть около 90 финалей, не считая финалей-дублетов. Финали в среднекитайском категоризируются по «открытости» (то есть огубленности — «закрытыми» называют финали с медиалью -w-) и четырём «рядам» — их фонологическая природа является предметом дискуссий, обычно их считают соответствующими разным гласным. Финали объединяются в группы на основе своих терминалей: -i, -u, -n/-t, -m/-p и -ŋ/-k, в некоторых реконструкциях также -wŋ/-wk.
В таблице ниже даны все раннесреднекитайские финали. «Открытые» и «закрытые» (огубленные) варианты финалей перечислены через /. С помощью букв A и B различаются финали-дублеты. Те группы финалей, которые слились в позднем среднекитайском и большинстве современных языков, обведены чёрной рамкой — уже в танской поэзии после VIII века эти финали могли рифмоваться между собой.
| рядтерминаль | I              | I              | I      | I              | I              |                                            |     | II                            | II               |             |
| ∅            | 歌 ɑ / 戈 wɑ   | 歌 ɑ / 戈 wɑ   |        | 模 u̯o          | 模 u̯o          |                                            |     | 佳 ɛ / wɛ                     | 麻 æ / wæ        |             |
| ∅            |                |                |        |                |                |                                            |     |                               |                  |             |
| -i           | 咍 ʌi / 灰 u̯oi | 泰 ɑi / wɑi    |        |                |                |                                            |     | 皆 ɛi / wɛi                   | 夬 æi / wæi      |             |
| -i           |                |                |        |                |                |                                            |     |                               |                  |             |
| -u           | 豪 ɑu          | 豪 ɑu          |        | 侯 u           | 侯 u           |                                            |     |                               | 肴 æu            |             |
| -u           |                |                |        |                |                |                                            |     |                               |                  |             |
| -m           | 覃 ʌm          | 談 ɑm          |        |                |                |                                            |     | 咸 ɛm                         | 銜 æm            |             |
| -m           |                |                |        |                |                |                                            |     |                               |                  |             |
| -n           | 寒 ɑn / 桓 wɑn | 寒 ɑn / 桓 wɑn |        | 痕 ən / 魂 u̯on | 痕 ən / 魂 u̯on |                                            |     | 山 ɛn / wɛn                   | 刪 æn / wæn      |             |
| -n           |                |                |        |                |                |                                            |     |                               |                  |             |
| -ŋ           | 唐 ɑŋ / wɑŋ    | 唐 ɑŋ / wɑŋ    |        | 登 əŋ / wəŋ    | 登 əŋ / wəŋ    |                                            |     | 耕 ɛŋ / wɛŋ                   | 庚 æŋ / wæŋ      |             |
| -ŋ           |                |                |        |                |                |                                            |     |                               |                  |             |
| (-wŋ)        |                |                |        | 東 uŋ          | 東 uŋ          |                                            |     |                               | 江 ɔŋ            |             |
| (-wŋ)        |                |                | 冬 u̯oŋ |                |                |                                            |     |                               | 江 ɔŋ            |             |
| рядтерминаль | III            | III            | III    | III            | III            | III                                        | III | III                           | III              | IV          |
| ∅            | 戈 ɨɑ / wɨɑ    | 戈 ɨɑ / wɨɑ    |        | 魚 ɨʌ / 虞 ɨo  | 之 ɨ           | 脂A i / wi 脂B ɨi / wɨi                    |     | 支A ie / wie 支B ɨe / wɨe     | 麻 iæ            |             |
| ∅            |                |                |        |                |                |                                            |     |                               |                  |             |
| -i           |                |                |        | 微 ɨʌi / wɨʌi  | 微 ɨʌi / wɨʌi  |                                            |     | 祭A iei / wiei 祭B ɨei / wɨei | 廢 ɨai / wɨai    | 齊 ei / wei |
| -i           |                |                |        |                |                |                                            |     |                               |                  |             |
| -u           |                |                |        | 尤 ɨu          | 尤 ɨu          | 幽 iu                                      |     | 宵A ieu 宵B ɨeu               |                  | 蕭 eu       |
| -u           |                |                |        |                |                |                                            |     |                               |                  |             |
| -m           |                |                |        |                |                | 侵A im 侵B ɨim                             |     | 鹽A iem 鹽B ɨem               | 嚴 ɨam / 凡 ɨu̯am | 添 em       |
| -m           |                |                |        |                |                |                                            |     |                               |                  |             |
| -n           |                |                |        | 欣 ɨn / 文 ɨun | 欣 ɨn / 文 ɨun | 臻 ɨɪn 眞A in / 諄A win 眞B ɨin / 諄B wɨin |     | 仙A ien / wien 仙B ɨen / wɨen | 元 ɨan / wɨan    | 先 en / wen |
| -n           |                |                |        |                |                |                                            |     |                               |                  |             |
| -ŋ           | 陽 ɨaŋ / wɨaŋ  | 陽 ɨaŋ / wɨaŋ  |        | 蒸 ɨŋ / wɨŋ    | 蒸 ɨŋ / wɨŋ    |                                            |     | 清A ieŋ / wieŋ 清B ɨeŋ / wɨeŋ | 庚 ɨæŋ / wɨæŋ    | 青 eŋ / weŋ |
| -ŋ           |                |                |        |                |                |                                            |     |                               |                  |             |
| (-wŋ)        |                |                |        | 東 ɨuŋ         | 東 ɨuŋ         |                                            |     |                               |                  |             |
| (-wŋ)        |                |                | 鍾 ɨoŋ |                |                |                                            |     |                               |                  |             |

В среднекитайском существовало четыре тона: «ровный» (平 bɨæŋ¹), «восходящий» (上 dʑɨaŋ²), «уходящий» (去 kʰɨʌ³) и «входящий» (入 ȵip⁴). Последние три тона вместе называют «ломаными» (仄 tʂɨk⁴). Названия тонов являются мнемониками, иллюстрирующими соответствующий тон (например, слово 上 dʑɨaŋ² «подниматься, восходить» имеет восходящий тон, а слово 入 ȵip⁴ «входить» — входящий). Входящий тон отличается от остальных тем, что имеет вместо носовых терминалей взрывные: -p, -t, -k, (-wk) вместо -m, -n, -ŋ, (-wŋ).
Тоновые контуры среднекитайских тонов доподлинно неизвестны. По мнению Мэй Цзулинь их контуры выглядели как ˩, ˥, ˧˥, ˥ʔ, по мнению Пань Уюня — ˧, ˧˥, ˥˩ и ˧ʔ, однако большинство реконструкций не дают точных контуров, оперируя лишь самими тоновыми категориями. Противопоставление ровного и ломаных тонов — основа ритмики в поэзии и ритмической прозе. Основываясь на анализе среднекитайских транскрипций с санскрита, ровный тон считают долгим, тогда как ломаные тоны — краткими.
| Ровный тон | Восходящий тон | Уходящий тон | Входящий тон |
| ---------- | -------------- | ------------ | ------------ |
| 何 ɦɑ¹     | 荷 ɦɑ²         | 賀 ɦɑ³       |              |
| 堅 ken¹    | 繭 ken²        | 見 ken³      | 結 ket⁴      |
| 金 kɨim¹   | 錦 kɨim²       | 禁 kɨim³     | 急 kɨip⁴     |
| 同 duŋ¹    | 動 duŋ²        | 洞 duŋ³      | 獨 duk⁴      |

Среднекитайские тоны не всегда можно вычислить из чтений в современных языках. Так, во многих языках часть слогов с историческим «восходящим» тоном получает «уходящий» тон (например, чтения иероглифов 動 duŋ² и 洞 duŋ³ в них совпадают). «Входящий» тон (конечные согласные -p, -t, -k) полностью исчез в мандаринском языке, слившись с другими тонами, включая ровный, так что даже разделение на «ровный» и «ломаные» тоны не всегда можно определить по мандаринским чтениям иероглифов.

### Методы парафраза

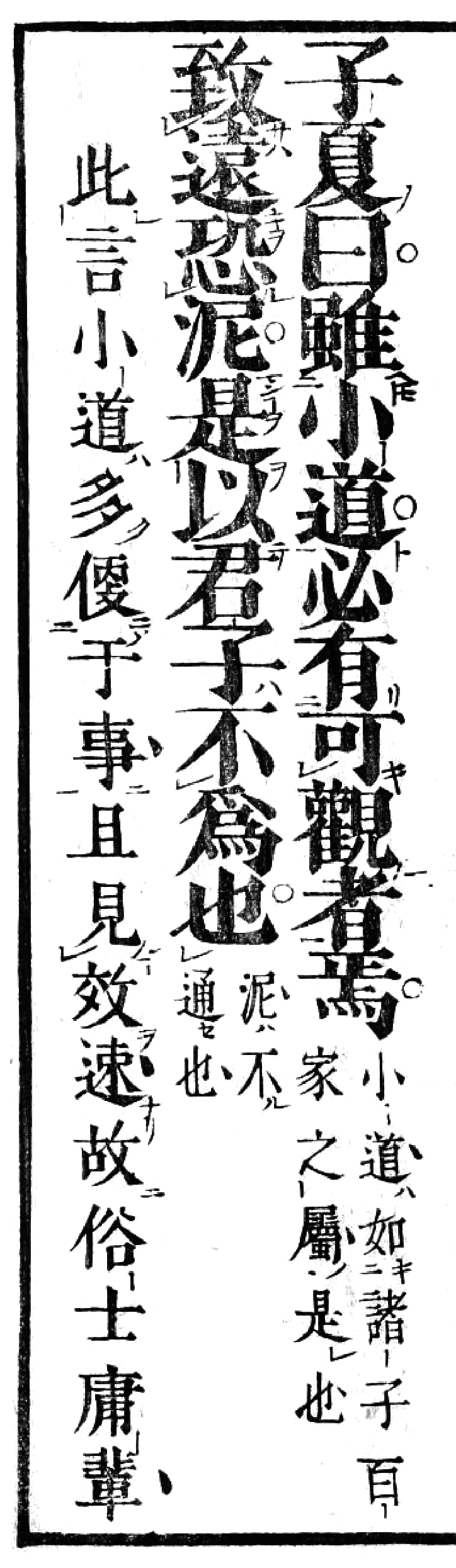
Японское толкование на «Беседы и суждения» — Ронго Коги (論語古義). Оригинальный текст сопровождается каэритэн — знаками, подсказывающими, как нужно переставить слова, окуриганой — японскими грамматическими показателями и частицами, а также пунктуацией. В окуригане широко используются лигатуры каны

Во всех регионах, где бытовали тексты на классическом китайском, они были непонятны на слух и требовали перевода на настоящий разговорный язык. Так, в Японии для этих целей возник метод камбун-кундоку (漢文訓読), использовавший особые значки — каэритэн — указывающие, как нужно изменить порядок слов для перевода текста на японский. В Корее существовал способ аннотации кугёль, использовавший основанный на иероглифах силлабарий, вроде каны, а после изобретения хангыля в толкованиях на классические книги — онхэ (諺解 언해) — распространились простые переводы на корейский язык. Во Вьетнаме переводы классических текстов на вьетнамский язык назывались зяйам (解音 giải âm). Схожие техники использовались и в некоторых китайских языках — так, в словаре языка хокло Вальтера Генри Медхёрста 1832 года большинство цитат взяты из классической китайской литературы, но они сопровождаются как транскрипцией, так и переводом на разговорный хокло.
Например, в «Беседах и суждениях» есть следующая фраза:
雖小道，必有可觀者焉；
致遠恐泥，
是以君子不爲也。 [классический китайский]
swi¹ sieu² dɑu², pit⁴ ɦɨu² kʰɑ² kwɑn¹ tɕiæ² ɦien¹;
ʈi³ ɦwɨan² kʰɨoŋ² nei³,
dʑie² jɨ² kɨun¹ tsɨ² pɨut⁴ ɦwie¹ jiæ² [среднекитайский]
«Даже в мелочных путях точно есть такое, что заслуживает внимания;
но идя по ним далеко, можно увязнуть,
потому благородный муж ими не занят.»
В японском прочтении с помощью камбун-кундоку эта фраза выглядит так:
雖㆓小_道㆒，必有㆓可ㇾ觀者㆒焉；
致ㇾ遠恐ㇾ泥，
是以君子不ㇾ爲也。 [оригинал с каэритэн]
суй сёːдоː, хицу юː ка кан ся эн;
ти эн кёː дэй,
дзэи кунси фу и я [сино-японское чтение]
小道と雖も、必ず観る可き者有り。
遠きを致さば、泥まんことを恐る、
是を以て君子は爲さざるなり。 [классический японский]
сёːдоː то иэдомо, канарадзу миру-бэки моно ари;
тооки о итасаба, надзуман кото о осору,
коко о моттэ кунси ва насадзару нари [транскрипция]
Цифры (㆒ и ㆓) и знак ㇾ, добавленные в оригинальный текст, показывают, каким образом нужно изменить порядок иероглифов, чтобы он соответствовал японскому переводу. Например, во фразе 必有㆓可ㇾ觀者㆒焉 первый иероглиф (必 хицу «обязательно», по-японски 必ず канарадзу) остаётся на месте; иероглифы 可 ка «можно, достойно» и 觀 кан «смотреть» меняются местами, переводясь японским 観る可き миру-бэки; глагол 有 юː «быть», в японском 有り ари, выдвигается на второе место, в конец фразы, а словосочетание 観る可き者 миру-бэки моно «вещи, достойные взора» — на первое, сразу перед глаголом.

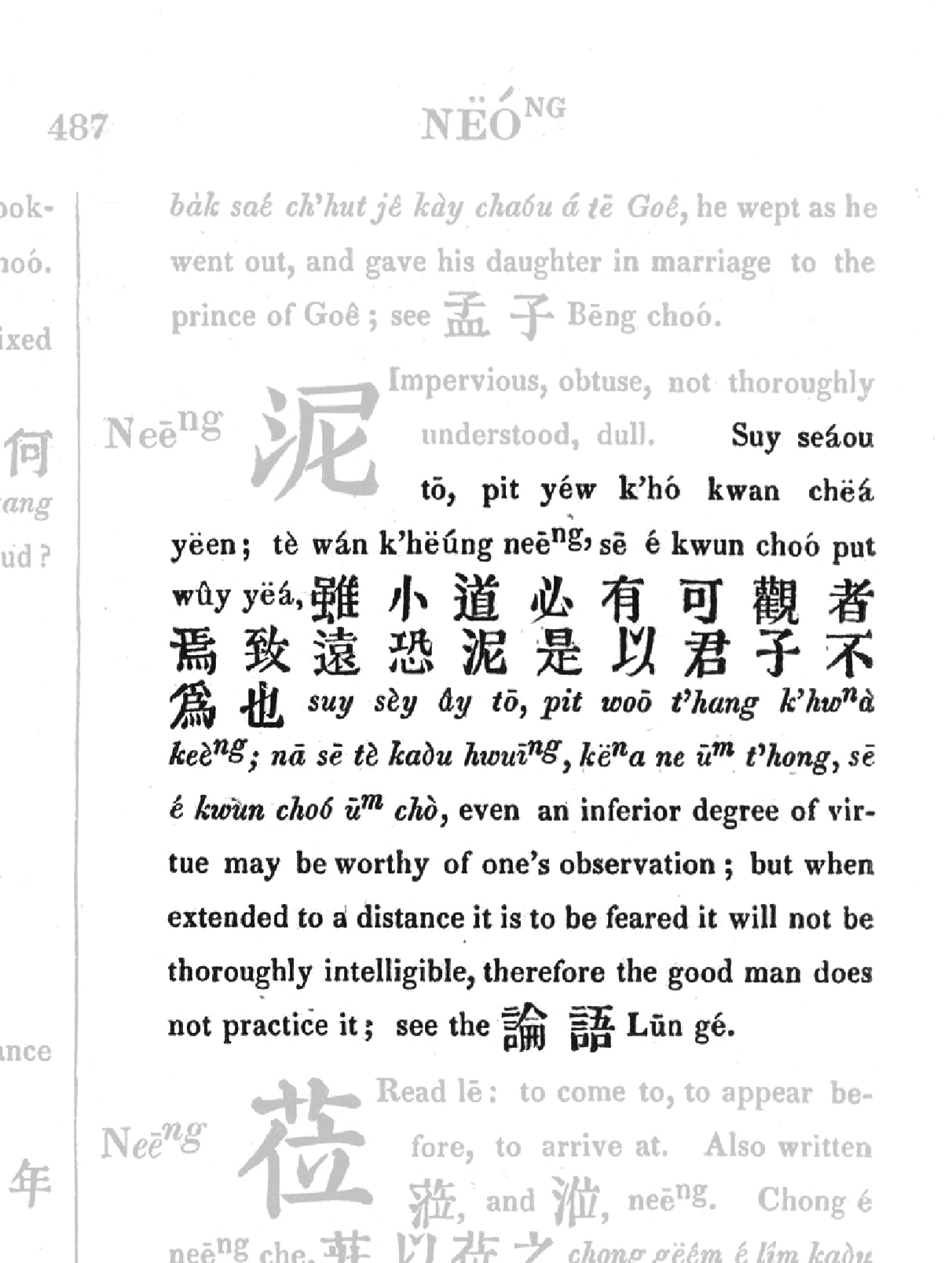
Фрагмент из словаря языка хокло Вальтера Генри Медхёрста. Цитаты из классических текстов даются в следующем виде: транскрипция текста на хокло, оригинал иероглифами, перевод текста на разговорный хокло, перевод на английский

В словаре языка хокло Вальтера Генри Медхёрста эта фраза приводится в таком виде:
雖小道，必有可觀者焉；
致遠恐泥，
是以君子不爲也。 [оригинал]
sui siáu-tǒ, pit iú khó koan chiá ian;
tì oán khióng nī,
sǐ-í kun-chṳ́ put-ûi iá [прочтение на хокло]
雖細兮道，必有嗵看見；
若是致遘遠驚拈毋通，
是以君子毋做。 [хокло]
sui sṳè-ê tǒ, pit ǔ thang khòaⁿ-kìⁿ;
nǎ-sǐ tì-kàu hūiⁿ kiaⁿ ni-m̄-thong,
sǐ-í kun-chṳ́ m̄ chò [транскрипция]
Здесь часть слов остаются на месте: 雖 sui «хотя», 道 tǒ «путь», 是以 sǐ-í «потому», 君子 kun-chú «благородный муж»; другие сохраняются в написании, но меняют чтения с книжных на просторечные: 有 «существовать»: iú на ǔ, 遠 «далёкий»: oán на hūiⁿ; некоторые слова заменяются разговорными синонимами: 小 siáu на 細 sè «маленький», 可觀 khó-koan на 嗵看見 thang khòaⁿ-kìⁿ «достойный взора», 不爲 put-ûi на 毋做 m̄ chò «не делать», 恐 khióng на 驚 kiaⁿ «бояться»; отдельные слова добавлены по смыслу (как 兮 ê «(притяжательная частица)» или 若是 nǎ-sǐ «но, однако»).

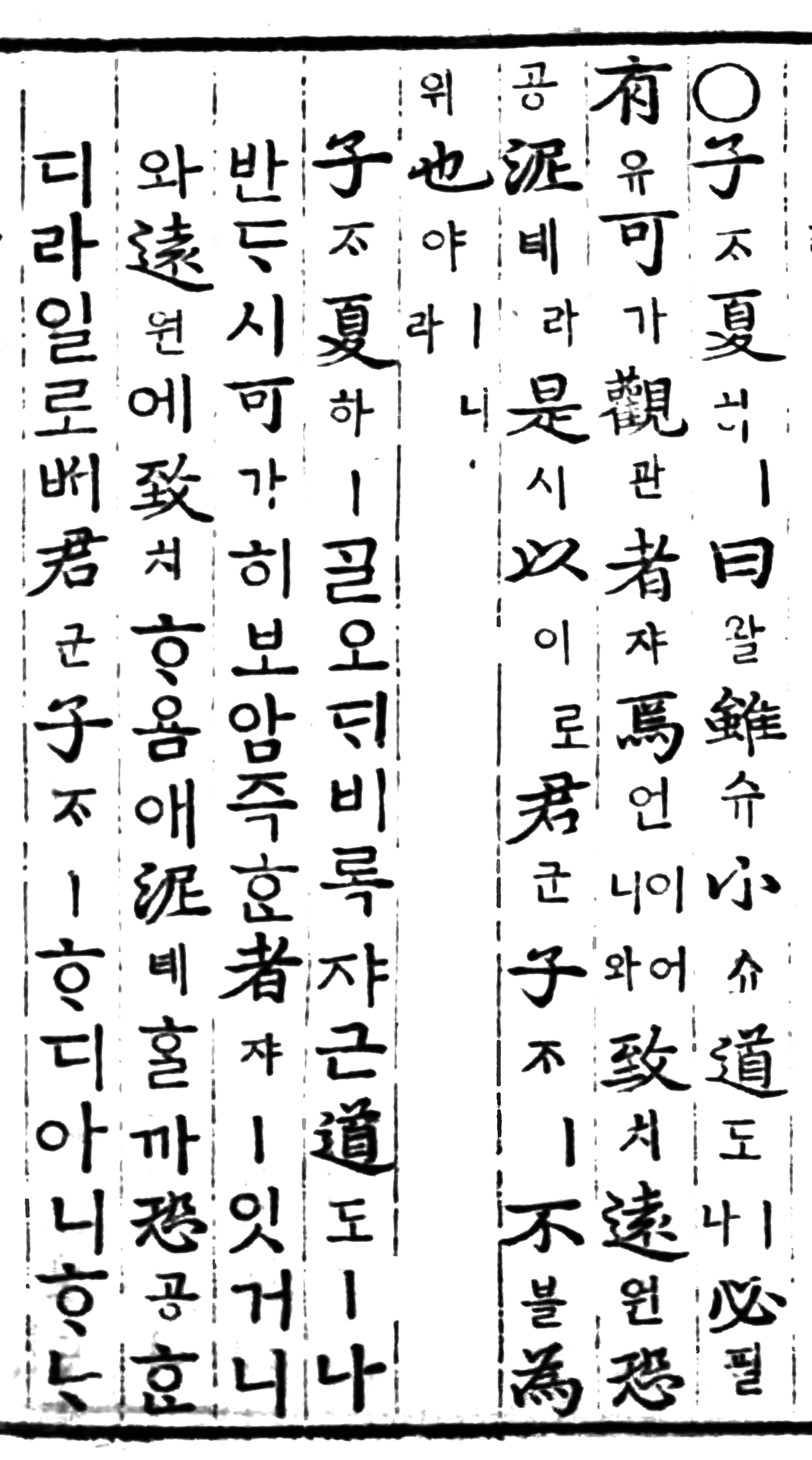
Страница из корейского толкования на «Беседы и суждения» — Ноно-онхэ (論語諺解). После выдержки из оригинала следует корейский перевод

В корейском толковании Ноно-онхэ (論語諺解) эта фраза выглядит так:
雖小道나必有可觀者焉이어니와
致遠恐泥라
是以로君子不爲也니라 [оригинал]
су содо, пхирю ка кван ча ŏн;
чхи вŏн кон не,
сии кунджа пуль ви я [сино-корейское чтение]
비록 쟈근 道나 반ᄃᆞ시 可히 보암즉ᄒᆞᆫ 者잇거니와
遠에 致ᄒᆞ욤애 泥ᄒᆞᆯ까 恐ᄒᆞᆫ디라
일로ᄡᅥ 君子 ᄒᆞ디 아니 ᄒᆞᄂᆞ니라 [ранний новокорейский]
пирок чагын-дона пандыси кахи поамджикхан ча иткŏнива,
вŏне чхихаёмэ нехалькка конхандира,
иллоссŏ кунджа хаджи ани ханынира [транскрипция (современная)]
Здесь в оригинальный текст вставлены лишь некоторые подсказки для перевода — глагольные показатели вроде 니라 или 나. В отличие от японского, в корейском исконные слова не записывают иероглифами по смыслу, поэтому в переводе сохраняются иероглифы только для тех слов, для которых не подобраны корейские эквиваленты.

## Грамматика
Классический китайский язык относится к изолирующим языкам: в морфологии отсутствует словоизменение, а грамматические значения выражаются с помощью служебных слов и синтаксических моделей. Классический китайский описывается лингвистами как идеальный пример изолирующего языка, в котором подавляющее большинство слов односложные (один иероглиф — одно слово), носят корневой характер, а служебные слова могут использоваться факультативно.
В отличие от современных языков (как китайских, так и японского и корейского), в классическом китайском не развита система счётных слов и глагольных комплементов.

### Структура предложения
Базовая структура предложения в классическом китайском — SVO («подлежащее — глагол — объект»). Перед глаголами могут употребляться обстоятельства, в том числе наречия. Предложения часто оканчиваются модальными частицами.
В одном предложении может быть несколько глаголов, образующих серию — их порядок определяется логической и временной последовательность. Частный случай серии глаголов — предлоги, а также дополнения кратности и длительности, выраженные числительными.
В отдельных случаях обычный порядок слов может меняться. Обычно это связано с выделением темы (структурой «тема — рема» или «топик — комментарий»), когда элементы предложения выносятся в начало фразы.
Изменённый порядок слов встречается в следующих случаях:
- в восклицательных предложениях с 哉 tsʌi¹ может выноситься вперёд сказуемое-прилагательное➤
- прямое дополнение может выдвигаться в начало как тема, при этом внутри предложения она заменяется на указательное местомение 之 tɕɨ¹ и 是 dʑie²➤
- некоторые местоимения в роли объекта употребляются перед глаголами➤

### Глаголы и их переходность
Глаголы в классическом китайском можно разделить на следующие категории.
- переходные глаголы — обычно они имеют прямое дополнение, без него они имеют страдательное значение:

X 分 pɨun¹ Y «X делит Y»
X 分 pɨun¹ «X разделён»
- непереходные глаголы — обычно не имеют прямого дополнения, но когда оно есть, то такие глаголы имеют побудительный смысл:

X 休 hɨu¹ «X отдыхает»
X 休 hɨu¹ Y «X даёт Y отдохнуть»
- эргативные глаголы — не меняют своего значения, вне зависимости от наличия или отсутствия прямого дополнения:

X 從 dzɨoŋ³ «X слушается»
X 從 dzɨoŋ³ Y «X слушается Y»
- стативные глаголы, они же прилагательные — по своему синтаксису они похожи на непереходные глаголы, но в отличие от них могут употребляться в сравнительных конструкциях

Непереходные глаголы и прилагательные могут употребляться как переходные со следующими значениями:
- 來 lʌi¹ «приходить», но 來之 lʌi¹ tɕɨ¹ «приведи его» — побудительный смысл
- 善 dʑien² «хороший», но 善之 dʑien² tɕɨ¹ «считать их хорошими» — также побудительный смысл, но побуждение здесь ментальное («считать таким-то; делать таким-то (в своих мыслях)»)
- 死 si² «умереть», но 死國 si² kwək⁴ «умереть за царство» — объект означает цель или причину
- 苦 kʰu̯o² «горький; мучительный», но 苦咳 kʰu̯o² ɦʌi¹ «страдать кашлем» — аналогично, с прилагательным

Отдельные эргативные глаголы со значением дарения или отнятия могут иметь два прямых дополнения: 教 kæu³ «учить (кого-то чему-то)», 告 kɑu³ «рассказывать», 與 jɨʌ² «давать», 賜 sie³ «дарить», 飲 ʔɨim³ «поить», 奪 dwɑt⁴ «отбирать» и т. д.
В классическом китайском встречаются примеры псевдо-переходности: иногда, особенно в поздних текстах, предлог 於 ʔɨʌ¹ может опускаться, и тогда существительное после глагола может выглядеть как его прямое дополнение, не будучи таковым на самом деле. Ср.:
行於道路。 ɦæŋ¹ ʔɨʌ¹ dɑu² lu̯o³
«Он идёт по улицам и дорогам»
но: 行路。 ɦæŋ¹ lu̯o³
«Он идёт по дороге» — здесь 路 lu̯o³ не является прямым дополнением глагола 行 ɦæŋ¹. Непереходный глагол с прямым дополнением понимался бы в побудительном смысле (*"ведёт дорогу").
問政於孔子。 mɨun³ tɕieŋ³ ʔɨʌ¹ kʰuŋ² tsɨ²
«(Он) спросил Конфуция об управлении»
но: 問政孔子。 mɨun³ tɕieŋ³ kʰuŋ² tsɨ²
«(Он) спросил Конфуция об управлении» — здесь глагол 問 mɨun³ имеет только один объект (政 tɕieŋ³), а не два. Настоящие глаголы с двойной переходностью (вроде 教 kæu³) имеют другой их порядок (сначала адресат, затем объект)
Существительные могут использоваться как непереходные глаголы со значением «быть X; делать X; вести себя как X»:
君君，臣臣，父父，子子。 kɨun¹ kɨun¹, dʑin¹ dʑin¹, pɨo² pɨo², tsɨ² tsɨ²
«Пусть государи ведут себя как государи, министры — как министры, отцы — как отцы, дети — как дети»
公將不利於孺子 kuŋ¹ tsɨaŋ¹ pɨu¹ li³ ʔɨʌ¹ ȵɨo³ tsɨ²
«Князь не принесёт пользы наследнику» — здесь слово 利 li³ «польза» употреблено как глагол «быть полезным» с сопутствующими служебными словами: отрицанием 不 pɨu¹, показателем будущего времени 將 tsɨaŋ¹, предлогом 於 ʔɨʌ¹
若必師之。 ȵɨak⁴ pit⁴ ʂɨi¹ tɕɨ¹
«Ты должен сделать его своим учителем» — существительное использовано как непереходный глагол, с прямым дополнением имеет каузативный смысл
自序其詩 dzi³ zɨʌ² gɨ¹ ɕɨ¹
«(Он) сам написал предисловие к своим стихам» — аналогично слово 序 zɨʌ² «предисловие» употреблено как непереходный глагол с каузативным смыслом
Прилагательные и глаголы могут использоваться как существительные или наречия:
- 白 bæk⁴ «белый; простой; пустой, напрасный», но «белизна» или «напрасно»
- 流 lɨu¹ «течь», но «течение» или «вскольз»
- 亂 lwɑn³ «беспорядочный, спутанный», но «беспорядок, хаос» или «как попало, беспорядочно»
- 聖 ɕieŋ³ «мудрый, умелый», но «мудрец, умелец» или «мудро, умело»
- 坐 dzwɑ² «сидеть», но «сиденье; расположение» или «сидя; сложа руки; безучастно»
- 會 ɦwɑi³ «собирать(ся)», но «собрание, объединение» или «совместно, вместе»
- 笑 sieu³ «улыбаться, смеяться», но «улыбка»
- 鞭 pien¹ «стегать (кнутом)», но «кнут»
- 容 jɨoŋ¹ «вмещать; содержать», но «ёмкость; содержание; облик»
- 營 jwieŋ¹ «промышлять, управлять; возводить, строить», но «лагерь, форт; занятие, промысел»

### Местоимения
Личные местоимения в классическом китайском использовались не так часто, как в европейских языках. Во многих случаях они опускались, а в вежливой речи вместо местоимений использовались скромные или уважительные обращения.
К личным местоимениям первого лица («я») относятся:
- 我 ŋɑ² — употребляется в любой позиции (подлежащее, сказуемое, определение, прямое дополнение). В древнейших надписях на гадательных костях 我 ŋɑ² используется в значении «мы», в отличие от 余 jɨʌ¹ «я», но уже к эпохе Чжоу различие в числе стало стираться. Коннотация множественного числа для 我 ŋɑ² сохранилась только в некоторых устойчивых сочетаниях, как 我國 ŋɑ² kwək⁴ «наша страна». В классическом языке является более эмфатическим, чем 吾 ŋu̯o¹, потому часто используется в противопоставлениях:

彼以其富，我以吾仁，彼以其爵，我以吾義，吾何慊哉。 pɨe² jɨ² gɨ¹ pɨu³, ŋɑ² jɨ² ŋu̯o¹ ȵin¹, pɨe² jɨ² gɨ¹ tsɨak⁴, ŋɑ² jɨ² ŋu̯o¹ ŋɨe³, ŋu̯o¹ ɦɑ¹ kʰem² tsʌi¹
«Они — своим богатством, я — своим милосердием; они — своими титулами, я — своею праведностью; чем же я должен быть расстроен?!»
- 吾 ŋu̯o¹ — менее эмфатический эквивалент 我 ŋɑ², используется как определение («мой», напр. 吾手 ŋu̯o¹ ɕɨu² «моя рука») или подлежащее («я», напр. 吾來 ŋu̯o¹ lʌi¹ «я пришёл» или «моё прибытие»); как прямое дополнение только между отрицанием и глаголом (不吾知 pɨu¹ ŋu̯o¹ ʈie¹ «не знает меня»), но не в конце фразы. Редко встречается в древнейших текстах и эпиграфике, но широко употребимо в классических текстах.
- 余 jɨʌ¹ — ко времени составления классических текстов это местоимение становилось устаревшим, использовалось в основном в церемониальной и возвышенной речи (в контексте действий, совершённых Небом либо иными непреодолимыми силами, позднее также чиновниками о себе). В доклассических текстах означает «я» в единственном числе, противопоставляясь 我 ŋɑ² «мы», в классическом языке также используется только в значении единственного числа.
- 予 jɨʌ², jɨʌ¹ — в традиционном прочтении классического китайского это слово считалось вариантом написания 余 с идентичным произношением jɨʌ¹, поэтому они использовались взаимозаменяемо. Рифмы и словоупотребление в доклассическом языке («Канон стихов», «Чуские строфы»), однако, различают 予 jɨʌ² от 余 jɨʌ¹.
- 朕 ɖim² — используется исключительно императорами, начиная с Первого императора Цинь; в некоторых древнейших текстах не имеет такой коннотации, используется как притяжательное «мой». В другие языки Восточной Азии заимствовано как императорское местоимение (аналогично по стилю pluralis majestatis в Европе): в Японии слово 朕 тин употреблялось императором до конца Второй Мировой войны, в Корее слово 朕 чим использовалось королями в зависимости от степени их автономии от метрополии — например, оно употреблялось королями Силла и Корё, но не Чосона.

В вежливой речи и эпистолярном стиле вместо местоимений первого лица употребляются скромные и самоуничижительные слова:
寡人 kwæ² ȵin¹ «недостойный»
孤 ku̯o¹ «сирота, безродный»
臣 dʑin¹ «вассал»
愚 ŋɨo¹ «невежда»
僕 bu̯ok⁴ «слуга»
妾 tsʰiep⁴ «служанка»
小人 sieu² ȵin¹ «презренный»
老夫 lɑu² pɨo¹ «старый муж»
и т. д.
К местоимениям второго лица («ты») относятся:
- 爾 ȵie² — от этого слова происходят местоимения в некоторых современных китайских языках (кант. 你 néih, мандар. 你 nǐ, хакка 你 ngì)
- 汝 ȵɨʌ² — используется только в единственном числе; в доциньских текстах в основном в качестве подлежащего, в более поздних текстах также в других ролях; также записывалось как 女. Это местоимение сохранилось в современных миньских языках (напр. хокло 汝 lṳ́).
- 而 ȵɨ¹ — в основном притяжательное «твой», используется сравнительно нечасто, в основном в диалекте исторических произведений
- 若 ȵɨak⁴ — аналогично 爾 ȵie², употребляется в Чжуанцзы и некоторых позднеклассических текстах (после III века до н. э.)

В архаических (доклассических) текстах и подражающих им поздних сочинениях изредка встречаются местоимения первого лица 台 jɨ¹ (притяжательное «мой», из той же серии, что 余 jɨʌ¹, 予 jɨʌ² и 朕 ɖim²) и 卬 ŋɑŋ¹ (из той же серии, что 我 ŋɑ² и 吾 ŋu̯o¹), а также второго лица 乃 nʌi² (в архаическом написании 迺, в основном притяжательное «твой») и 戎 ȵɨuŋ¹.
Также в качестве вежливых местоимений второго лица («ты, Вы») используются титулы знати: 子 tsɨ², 卿 kʰɨæŋ¹, 君 kɨun¹, 公 kuŋ¹.
Общего местоимения третьего лица (в роли подлежащего) в классическом китайском не существует, есть лишь объектное местоимение 之 tɕɨ¹ «его; это» и притяжательное 其 gɨ¹ «его; этого». В доклассических текстах вместо последнего встречалось притяжательное местоимение 厥 kwɨat⁴. Иногда вместо общего местоимения третьего лица употребляются указательные местоимения (彼 pɨe² и 是 dʑie²).
Местоимения 𠍲｜渠 gɨʌ¹, 他 tʰɑ¹ и 伊 ʔi¹ являются поздними, спорадически встречаются в текстах начиная с третьего века н. э., вероятно, под влиянием разговорных языков — 渠 типично для южнокитайских языков (кантонского, хакка, у), 他 tʰɑ¹ употребимо в мандаринском языке, а 伊 ʔi¹ используется в миньских языках. В классическом языке эти слова имеют другие значения: 伊 ʔi¹ является указательным местоимением, 他 tʰɑ¹ означает «другой, иной», а 𠍲｜渠 gɨʌ¹ не зафиксировано.
Личные местоимения не имеют грамматического числа, но могут принимать суффиксы собирательности: 儕 dʐɛi¹, 等 təŋ², 曹 dzɑu¹, 輩 pu̯oi³.
К указательным местоимениям относятся:
- 是 dʑie² — «это; этот»; в доклассическом языке на его месте также используется 時 dʑɨ¹
- 此 tsʰie² — «это; этот»; в конфуцианском классическом китайском вместо него встречается 斯 sie¹
- 彼 pɨe² — «это», редко «этот»; часто о людях, потому считается ближайшим аналогом европейских местоимений третьего лица
- 茲 tsɨ¹ — доклассическое местоимение, изредка встречается в классических текстах
- 實 ʑit⁴ — встречается в доклассических или исторических текстах; используется для усиления в качестве второго подлежащего (например, 雖楚有材，晉實用之。 swi¹ tʂʰɨʌ² ɦɨu² dzʌi¹, tsin³ ʑit⁴ jɨoŋ³ tɕɨ¹ «Хотя в царстве Чу есть талантливые люди, царство Цзинь — оно применяет их [на деле]»[54])
- 伊 ʔi¹ — преимущественно доклассическое указательно местоимение, изредка встречается в классических текстах

Помимо перечисленных, к указательным местоимениям относят слово 夫 bɨo¹ — в классическом языке как указательное оно встречается нечасто, обычно для выделения подлежащего:
夫戰，勇氣也。 bɨo¹ tɕien³, jɨoŋ² kʰɨʌi³ jiæ²
«Что до войны, то это вопрос смелости»
夫我乃行之。 bɨo¹ ŋɑ² nʌi² ɦæŋ³ tɕɨ¹
«Что до меня, то я сделал это» — здесь выделяется как подлежащее — я (царь), в отличие от тебя (Менция), — так и глагол — сделал, в отличие от понял, — с помощью 夫 bɨo¹ и 乃 nʌi² соответственно
夫誰與王敵。 bɨo¹ dʑwi¹ jɨʌ² ɦwɨaŋ¹ dek⁴
«Кто же будет противиться тебе, царь?» — 夫 bɨo¹ часто используется для усиления вопросительных местоимений в риторических вопросах
К вопросительным местоимениям в классическом китайском относятся:
- 誰 dʑwi¹ «кто» — может быть подлежащим или прямым дополнением; как определение употребляется в значении «какой» перед словами, означающими людей: 誰人 dʑwi¹ ȵin¹ «какой человек?», 誰氏 dʑwi¹ dʑie² «какой род?»; в притяжательном смысле самостоятельно используется только в пост-ханьском языке, в классическом лишь в виде 誰之 dʑwi¹ tɕɨ¹.
- 何 ɦɑ¹ «что; почему» — используется как сказуемое, прямое дополнение, определение и обстоятельство (в последнем случае — «как? почему?», напр. 吾何畏彼 ŋu̯o¹ ɦɑ¹ ʔwɨʌi³ pɨe² «Почему я должен его бояться?»[58]), но не подлежащее — вместо него используются распределительное местоимение 孰 dʑɨuk⁴; в конфуцианских текстах вместо него встречается слово 奚 ɦei¹, обычно перед существительными или глаголами. Слияние 盍 ɦɑp⁴ (из 何不 ɦɑ¹ pɨu²) означает «почему бы не».

В доклассическом языке встречаются вопросительные местоимения 胡 ɦu̯o¹ «как; почему» (возможно, слияние из 何故 ɦɑ¹ ku̯o³), 曷 ɦɑt⁴ «какой, как, когда», 疇 ɖɨu¹ «кто».
Слова 惡｜烏 ʔu̯o¹, 惡乎 ʔu̯o¹ ɦu̯o¹, 焉 ʔɨen¹ или 安 ʔɑn¹, все со значением «как; где», аналогичны по смыслу *於何 (само такое сочетание встречается редко), используются перед глаголами (ср. слово 焉 ʔɨen¹ в этом значении и слово-омограф 焉 ɦien¹ «в нём; там», которое используется после глаголов):
君焉在。 kɨun¹ ʔɨen¹ dzʌi²
«Где находится господин?»
но: 其君在焉。 gɨ¹ kɨun¹ dzʌi² ɦien¹
«Его господин находится там»
К возвратным местоимениям относятся 己 kɨ² «сам» (используется во всех синтаксических позициях) и 自 dzi³ «себя» (используется как наречие перед глаголами). Слово 身 ɕin¹ «тело; человек» также может использоваться как рефлексивное («сам») или личное («я»).
Собирательные местоимения включают:
- 諸 tɕɨʌ¹ — «все, (кто)»; хотя часто переводится на европейские языки как «все», это слово означает принадлежность к категории, нежели чем число: 諸臣 tɕɨʌ¹ dʑin¹ «министры», 諸君 tɕɨʌ¹ kɨun¹ «господа», 諸侯 tɕɨʌ¹ ɦu¹ «князья»; например, последнее слово означает не всех князей до единого, но князей как категорию, и может употребляться даже для одного князя
- 凡 bɨu̯am¹ — «всё»
- 皆 kɛi¹ — «все»; используется только как обстоятельство; также пишется 偕
- 舉 kɨʌ² — менее частый аналог 皆 kɛi¹
- 具 gɨo³ — «вместе»; используется только как обстоятельство; обычно о маленьком числе людей или вещей, особенно двух
- 每 mu̯oi² — «каждый раз, всегда» (используется перед глаголами) или «каждый» (перед словами, означающими время)

Некоторые глаголы часто используются как обстоятельства и по функциям похожи на собирательные или взаимные местоимения: 咸 ɦɛm¹ «вместе», 盡 dzin² «целиком», 並 beŋ² «рука об руку», 并 pieŋ¹ «вместе», 悉 sit⁴ «полностью», 交 kæu¹ «поочерёдно, совместно», 互 ɦu̯o³ «взаимно», 相 sɨaŋ¹ «взаимно» и т. д. Существительные с коллективным значением также могут использоваться как определения: например, 衆 tɕɨuŋ³, 羣 gɨun¹, 列 liet⁴ и т. д., все со значением «все; множество».
Распределительные местоимения имеют суффикс *-k:
或 ɦwək⁴ «какой-то; кто-то» от 有 ɦɨu²
莫 mɑk⁴ «никакой» от 無 mɨo¹
各 kɑk⁴ «каждый» от 舉 kɨʌ²
孰 dʑɨuk⁴ «кто; который» от 誰 dʑwi¹
Неопределённые местоимения, помимо 有 ɦɨu² и 無 mɨo¹ (см. ниже), включают 某 mu² «некий», 他 tʰɑ¹ «иной; другой» и 人 ȵin¹ «кто-то; другие люди».
Хотя обычный порядок слов в классическом китайском — SVO («подлежащее — глагол — прямое дополнение»), с некоторыми местоимениями он преобразуется в SOV. В частности:
- вопросительные местоимения в роли объекта помещаются перед глаголами (и предлогами), а не после них, за исключением связок 爲 ɦwie¹, 於 ʔɨʌ¹, 于 ɦɨo¹[64][65]. То же касается и неопределённых местоимений 有 ɦɨu² и 無 mɨo¹.

國何患。 kwək⁴ ɦɑ¹ ɦwæn³
«Чего опасается царство?»
子何以知之。 tsɨ² ɦɑ¹ jɨ² ʈie¹ tɕɨ¹
«Откуда ты это знаешь?»
然則天亦何欲何惡。 ȵien¹ tsək⁴ tʰen¹ jiek⁴ ɦɑ¹ jɨok⁴ ɦɑ¹ ʔu̯o³
«В таком случае, чего желает небо и чего ненавидит?»
- личные местоимения, а также указательное местоимение 之 tɕɨ¹ и возвратное 己 kɨ², в предложениях с отрицанием располагаются между ним и глаголом[66][67]:

君不吾聽。 kɨun¹ pɨu¹ ŋu̯o¹ tʰeŋ¹
«Государь не слушает меня»
民弗去。 min¹ pɨut⁴ kʰɨʌ²
«Народ не оставит это» — 不 pɨu¹ и 之 tɕɨ¹ сливаются в 弗 pɨut⁴
人勿聞。 ȵin¹ mɨut⁴ mɨun¹
«Пусть люди не слышат это» — 毋 mɨo¹ и 之 tɕɨ¹ сливаются в 勿 mɨut⁴
愛之而弗仁。 ʔʌi³ tɕɨ¹ ȵɨ¹ pɨut⁴ ȵin¹
«Он любит их (животных), но не относится с человечностью»
不患人之不己知，患不知人也。 pɨu¹ ɦwæn³ ȵin¹ tɕɨ¹ pɨu¹ kɨ² ʈie¹, ɦwæn³ pɨu¹ ʈie¹ ȵin¹ jiæ²
«Не печалься о том, что люди не знают тебя, печалься, что не знаешь людей»
- в доклассическом и раннеклассическом языке прямое дополнение могло помещаться перед глаголом, дублируясь указательным местоимением 之 tɕɨ¹ или 是 dʑie² (также перед глаголом)[68]. После эпохи Хань такой порядок сохраняется только в устойчивых фразах, вроде X之謂也 X tɕɨ¹ ɦwɨʌi³ jiæ² «это значит X», 唯X是Y jwi¹ X dʑie² Y «лишь X есть то, что Y», 何X之有 ɦɑ¹ X tɕɨ¹ ɦɨu² «насколько Х это может быть» (ср. X未之有也 X mwɨʌi³ tɕɨ¹ ɦɨu² jiæ² «никогда не бывало X», где 之 tɕɨ¹ выдвинуто из-за отрицания)[69]

子是之學。 tsɨ² dʑie² tɕɨ¹ ɦɔk⁴
«И ты это изучаешь» — букв. «ты, это — его изучаешь»
是夫也將不唯衛國之敗。 dʑie² pɨo¹ jiæ² tsɨaŋ¹ pɨu¹ jwi¹ ɦwiei³ kwək⁴ tɕɨ¹ pæi³
«Этот человек не только уничтожит царство Вэй» — букв. «не только царство Вэй — его уничтожит»

### Частица 也jiæ²и выделение темы

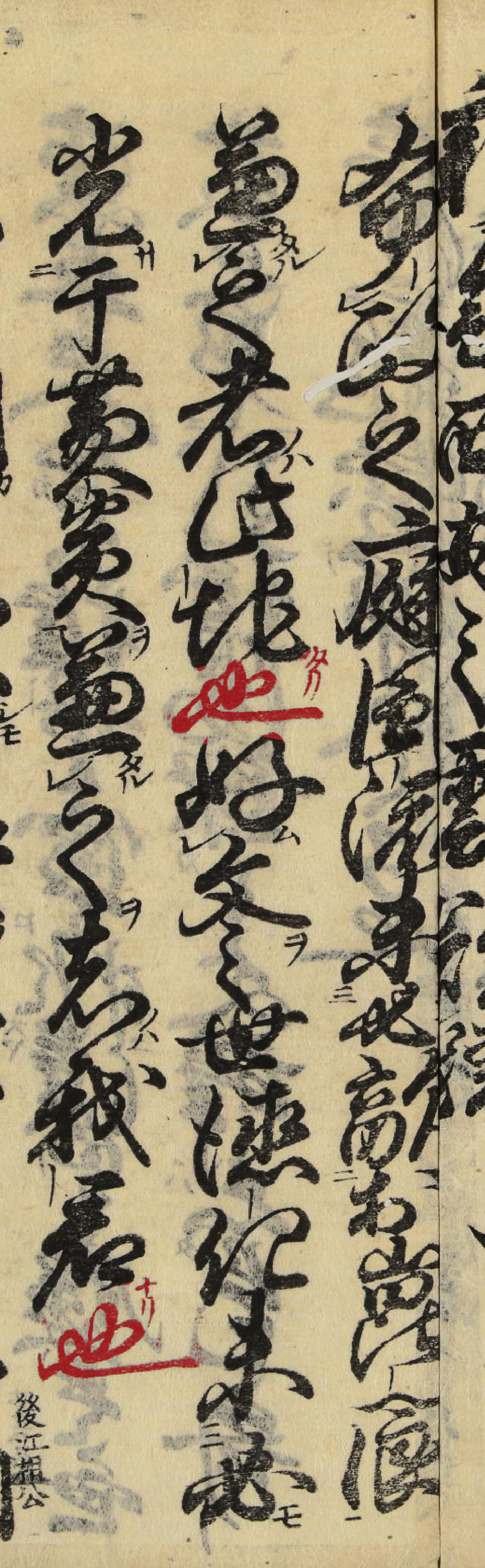
Поэма-канси из Вакан Роэйсю, японского сборника стихов XI века. Хотя частица 也 jiæ² не является глаголом, она часто используется в именных предложениях. Из-за этого в классическом японском она обычно интерпретируется как глагол-связка なり нари (выделено красным)
布政之庭，風流未必敵於崑閬，
兼之者，此地也。
好文之世，徳化未必光于黃炎，
兼之者，我君也。
«Двор, где пишутся указы, не сравнится очарованием с райским садом,
но что их объединяет — это место!
В эпоху любви к словесности не так ярка добродетель, как в эру Жёлтого и Огненного,
но кто их объединяет — мой государь!»

Классический китайский относится к топиковым языкам — в нём тема предложения может выноситься в его начало. Например, следующее предложение состоит из темы (馬 mæ² «лошадь») и двух рем, каждая из которых представляет собой самостоятельное подпредложение.
馬，蹄可以踐霜雪，毛可以禦風寒。 mæ², dei¹ kʰɑ² jɨ² dzien² ʂɨaŋ¹ swiet⁴, mɑu¹ kʰɑ² jɨ² ŋɨʌ² pɨuŋ¹ ɦɑn¹
«Копыта лошади могут ступать по инею и снегу, шерсть может выдержать ветер и мороз» — букв. «лошадь — копыта могут…, шерсть может…»
Обычно в простых именных предложениях классического китайского нет глагола-связки — вместо связки они имеют конечную частицу 也 jiæ². Также в таких предложениях широко употребима, хотя и не обязательна, частица, выделяющая тему — 者 tɕiæ². Она схожа по смыслу с японской частицей は ва или корейской 는 нын. Кроме того, частица 也 jiæ² может опционально использоваться в предложениях с отрицательной связкой 非 pwɨʌi¹ (без 也 jiæ² предложения с 非 pwɨʌi¹ могут трактоваться как условно-гипотетические):
此馬也，非牛［也］。 tsʰie² mæ² jiæ², pwɨʌi¹ ŋɨu¹ [jiæ²]
«Это — лошадь, а не корова».
非我也，兵也。 pwɨʌi¹ ŋɑ² jiæ², pɨæŋ¹ jiæ²
«То был не я, но оружие».
но: 非彼，無我。 pwɨʌi¹ pɨe², mɨo¹ ŋɑ²
«Если бы не они, то не было бы нас».
Если после существительных частица 者 tɕiæ² — маркер темы, то после глаголов она является местоимением-субстантиватором: «тот, который…»:
走者，我弟也。 tsu² tɕiæ², ŋɑ² dei² jiæ²
«Тот, кто бежит — мой младший брат».
知我者 ʈie¹ ŋɑ² tɕiæ²
«те, кто меня понимает» — здесь 者 используется после глагола с прямым дополнением
不好犯上而好作亂者 pɨu¹ hɑu³ bɨu̯am² dʑɨaŋ³ ȵɨ¹ hɑu³ tsɑk⁴ lwɑn³ tɕiæ²
«тот, кто не любит оскорблять вышестоящих, но любит устраивать беспорядки» — здесь 者 tɕiæ² используется после серии глаголов
В некоторых случаях 者 tɕiæ² может пониматься двояко:
死者，生之終也。 si² tɕiæ², ʂɨæŋ¹ tɕɨ¹ tɕɨuŋ¹ jiæ²
«Смерть есть конец жизни»;
но: 死者，我之先人也。 si² tɕiæ², ŋɑ² tɕɨ¹ sen¹ ȵin¹ jiæ²
«Те, кто умер, есть наши предшественники».
Темой предложения может быть как подлежащее, так и прямое дополнение. Последнее при выдвижении на место темы заменяется после глагола местоимением 之 tɕɨ¹:
愛人者，人恆愛之；敬人者，人恆敬之。 ʔʌi³ ȵin¹ tɕiæ², ȵin¹ ɦəŋ¹ ʔʌi³ tɕɨ¹; kɨæŋ³ ȵin¹ tɕiæ², ȵin¹ ɦəŋ¹ kɨæŋ³ tɕɨ¹
«Кто любит людей, того люди всегда любят; кто уважает людей, того люди всегда уважают»
然而不王者，未之有也。 ȵien¹ ȵɨ¹ pɨu¹ ɦwɨaŋ³ tɕiæ², mwɨʌi³ tɕɨ¹ ɦɨu² jiæ²
«В таком положении и не стать (истинным) царём — такого ещё не было» — здесь местоимение 之 tɕɨ¹ выдвинуто между глаголом и отрицанием по общим правилам
萬取千焉，千取百焉，不爲不多矣。 mwɨan³ tsʰɨo² tsʰen¹ ɦien¹, tsʰen¹ tsʰɨo² pæk⁴ ɦien¹, pɨu¹ ɦwie¹ pɨu¹ tɑ¹ ɦɨ²
«Вычесть из десяти тысяч тысячу, или сотню из тысячи — это не есть мало» — здесь прямой порядок слов был бы 取千於萬 tsʰɨo² tsʰen¹ ʔɨʌ¹ mwɨan³, но тема (萬 mwɨan³) выдвинута вперёд, заменена после глагола местоимением 之 tɕɨ¹, затем сочетание *於之 заменено словом 焉 ɦien¹
Тема может выделяться и самой частицей 也 jiæ², особенно после имён собственных или в устойчивых сочетаниях вроде 今也 kɨim¹ jiæ² «сейчас».

### Глагол 爲ɦwie¹
Базовый глагол-связка в классическом китайском — 爲 ɦwie¹. В общем случае он, как и в русском языке, опускается, когда же он присутствует, то обычно означает утверждения не об общих фактах (как в предложениях с 也) jiæ², а о временных состояниях или превращениях (ср. с русскими «был», «стал», «есть»):
爾爲爾，我爲我。 ȵie² ɦwie¹ ȵie², ŋɑ² ɦwie¹ ŋɑ²
«Ты есть ты, а я есть я»
化而爲鳥。 hwæ³ ȵɨ¹ ɦwie¹ teu²
«Меняет облик и становится птицей»
子爲誰。 tsɨ² ɦwie¹ dʑwi¹
«Кто ты такой?» — здесь ответом ожидается имя или иное обозначение, кем из уже известных спрашивающему людей является отвечающий, а не общее описание, которое бы ожидалось при вопросе 子誰也 tsɨ² dʑwi¹ jiæ²
У глагола 爲 ɦwie¹ есть довольной широкий спектр самостоятельных значений, в обобщённом виде он может значить «делать (то, что обычно делается с объектом); заниматься; создавать»:
爲國 ɦwie¹ kwək⁴ «править государством»
爲箕 ɦwie¹ kɨ¹ «веять через сито»
爲政 ɦwie¹ tɕieŋ³ «заниматься управлением»
爲詩 ɦwie¹ ɕɨ¹ «составлять стихи»
爲舟 ɦwie¹ tɕɨu¹ «сооружать лодку»
Глагол 爲 ɦwie¹ часто используется в значении «считать», «притворяться» или «делать» (чем-то), особенно с предлогом 以 jɨ²:
以木爲車。 jɨ² muk⁴ ɦwie¹ tɕʰiæ¹
«(Он) сделал из дерева колесницы»
吾以子爲鬼。 ŋu̯o¹ jɨ² tsɨ² ɦwie¹ kwɨʌi²
«Я принял тебя за демона»
С прилагательными глагол 爲 ɦwie¹ означает «быть особенно (таким-то); быть наиболее (таким-то)»:
唯天爲大。 jwi¹ tʰen¹ ɦwie¹ dɑi³
«Лишь небо — самое великое»
天下莫大於秋豪之末，而大山爲小。 tʰen¹ ɦæ² mɑk⁴ dɑi³ ʔɨʌ¹ tsʰɨu¹ ɦɑu¹ tɕɨ¹ mwɑt⁴, ȵɨ¹ dɑi³ ʂɛn¹ ɦwie¹ sieu²
«Под небом нет ничего крупнее, чем кончик волоска, и гора Тай — самая маленькая»
Глагол 爲 ɦwie¹ также используется как предлог, хотя и не так часто, как его омограф 爲 ɦwie³.
В доклассическом языке существовала связка 唯 jwi¹ (также пишется 惟 или 維):
予惟小子。 jɨʌ¹ jwi¹ sieu² tsɨ²
«Я — молодой человек»
我馬維騏。 ŋɑ² mæ² jwi¹ gɨ¹
«Мои кони — пегие»
В классическом китайском она используется в специализированном значении «быть только», часто в параллели с местоимениями 之 tɕɨ¹ «его», 是 dʑie² «это», 實 ʑit⁴ «это», 所 ʂɨʌ² «то, что», располагающимися перед глаголом, а не после него:
唯敵是求。 jwi¹ dek⁴ dʑie² gɨu¹
«Лишь враг есть то, что я ищу» — местоимение 是 dʑie² «это» здесь обозначает «врага», 敵 dek⁴
父母唯其疾之憂。 pɨo² mu² jwi¹ gɨ¹ dzit⁴ tɕɨ¹ ʔɨu¹
«(Сыновняя почтительность) — это когда родители не горюют, кроме как из-за болезней его (сына)» — под местоимением 之 tɕɨ¹ имеются в виду «болезни», 疾 dzit⁴
Отрицательная форма связки 唯 jwi¹ — 非 pwɨʌi¹, она широко используется в классическом китайском как отрицательный эквивалент связки 爲 ɦwie¹.

### Слова 有ɦɨu²и 無mɨo¹
Глагол 有 ɦɨu² (в отрицательной форме — 無 mɨo¹) означает «быть, существовать» или «иметь». Первое значение (непереходное) встречается реже:
法有，民安其次。 pɨu̯ap⁴ ɦɨu², min¹ ʔɑn¹ gɨ¹ tsʰi³
«Если закон есть, то люди будут удовлетворены своим положением»
Второе значение встречается значительно чаще, хотя и в нём глагол 有 ɦɨu² часто используется в безличном смысле, и тогда он также соответствует русским «есть, существует, имеется».
田中有株。 den¹ ʈɨuŋ¹ ɦɨu² ʈɨo¹
«Посреди поля есть пень» — букв. «середина поля имеет пень»
有德之君 ɦɨu² tək⁴ tɕɨ¹ kɨun¹
«добродетельный государь» — букв. «государь, имеющий добродетель»
有齊無秦，有秦無齊。 ɦɨu² dzei¹ mɨo¹ dzin¹, ɦɨu² dzin¹ mɨo¹ dzei¹
«Если есть (царство) Ци, то не может быть Цинь, и если есть Цинь, то не может быть Ци» — здесь 有 ɦɨu² значит «иметь», но у него нет подлежащего, он используется в безличном смысле
Дополнением 有 ɦɨu² может быть целое подпредложение:
人有雞犬放，則知求之；有放心，而不知求。 ȵin¹ ɦɨu² kei¹ kʰwen² pɨaŋ³, tsək⁴ ʈie¹ gɨu¹ tɕɨ¹; ɦɨu² pɨaŋ³ sim¹, ȵɨ¹ pɨu¹ ʈie¹ gɨu¹
«Когда люди теряют кур и псов, они знают, что нужно их искать; когда они теряют разум, то не знают, что его нужно искать» — предложение 雞犬放 kei¹ kʰwen² pɨaŋ³ «куры и псы потерялись» целиком является дополнением глагола 有 ɦɨu²
Кроме своих глагольных смыслов, слово 有 ɦɨu² может быть неопределённым местоимением «некоторый; некто; нечто» (в отрицательном виде — 無 mɨo¹ «ничто, никакой»), используется как прямое дополнение перед глаголом или определение перед существительным:
諸侯有討於鄭。 tɕɨʌ¹ ɦu¹ ɦɨu² tʰɑu² ʔɨʌ¹ ɖieŋ³
«Князья потребовали что-нибудь у Чжэна»
耳無聞，目無見也。 ȵɨ² mɨo¹ mɨun¹, mɨuk⁴ mɨo¹ ken³ jiæ²
«Уши его ничего не услышали, глаза его ничего не увидели»

### Слова 之tɕɨ¹и 所ʂɨʌ²
Определение перед существительным, в том числе означающее принадлежность, выражается с помощью частицы 之 tɕɨ¹.
馬之頭 mæ² tɕɨ¹ du¹
«голова лошади»
王之臣 ɦwɨaŋ¹ tɕɨ¹ dʑin¹
«министр царя» — ср. 王臣 ɦwɨaŋ¹ dʑin¹ «царский министр», первое означает принадлежность царю, второе — свойство министра
三年之喪 sɑm¹ nen¹ tɕɨ¹ sɑŋ¹
«трёхлетний траур» — здесь 之 tɕɨ¹ используется после определения, указывающего на длительность
侮奪人之君 mɨo² dwɑt⁴ ȵin¹ tɕɨ¹ kɨun¹
«правитель, что унижает и грабит людей» — здесь 之 tɕɨ¹ использовано после целого предложения
王之來 ɦwɨaŋ¹ tɕɨ¹ lʌi¹
«прибытие царя» — здесь глагол 來 lʌi¹ «приходить» понимается как существительное из-за наличия 之 tɕɨ¹
耳目之官 ȵɨ² mɨuk⁴ tɕɨ¹ kwɑn¹
«глаза и уши» — букв. «органы глаз и ушей»; 之 tɕɨ¹ может использоваться для простого отождествления
外無敵國之患，內無亂臣之憂 ŋwɑi³ mɨo¹ dek⁴ kwək⁴ tɕɨ¹ ɦwæn³, nu̯oi³ mɨo¹ lwɑn³ dʑin¹ tɕɨ¹ ʔɨu¹
«Нет опасений от враждебных царств снаружи, нет беспокойства из-за мятежных сановников внутри» — здесь слова перед 之 tɕɨ¹ означают объекты опасений и беспокойства
Частица 之 tɕɨ¹ обычно не используется после личных местоимений (вроде 吾 ŋu̯o¹ «я; мой» или 汝 ȵɨʌ² «ты; твой»). 之 tɕɨ¹ часто используется после многосложных прилагательных, но опускается после односложных:
賢聖之君 ɦen¹ ɕieŋ³ tɕɨ¹ kɨun¹ «мудрые правители», но 賢君 ɦen¹ kɨun¹ или 聖君 ɕieŋ³ kɨun¹
Прилагательные, как в примере выше, перед 之 tɕɨ¹ трактуются как обычные подпредложения с глаголами. Двусложные существительные могут быть определениями как с 之 tɕɨ¹, так и без неё:
黃金之印 ɦwɑŋ¹ kɨim¹ tɕɨ¹ ʔin³
黃金印 ɦwɑŋ¹ kɨim¹ ʔin³
金印 kɨim¹ ʔin³
«золотая печать»
Местоимение 所 ʂɨʌ² перед глаголом номинализует его и делает страдательным:
所殺 ʂɨʌ² ʂɛt⁴ «тот, кого убили; убитый»
所有 ʂɨʌ² ɦɨu² «то, что имеют; существующее»
所謂 ʂɨʌ² ɦwɨʌi³ «то, что называют; так называемое»
所爲 ʂɨʌ² ɦwie¹ «то, что делают; сделанное»
其所不能 gɨ¹ ʂɨʌ² pɨu¹ nəŋ¹
«то, что он не может» — подлежащее здесь выражено притяжательным местоимением 其 gɨ¹
所不召之臣 ʂɨʌ² pɨut⁴ ɖieu³ tɕɨ¹ dʑin¹
«вассалы, которых не призывали» — часто после конструкции с 所 ʂɨʌ² следует 之 tɕɨ¹, превращая его в определение
吾所問於女 ŋu̯o¹ ʂɨʌ² mɨun³ ʔɨʌ¹ ȵɨʌ²
«то, что я спросил у тебя» — за глаголом 所 ʂɨʌ² может следовать фраза с предлогом
聖人有所遊。 ɕieŋ³ ȵin¹ ɦɨu² ʂɨʌ² jɨu¹
«У мудреца есть (место), где он блуждает» — за непереходным глаголом 遊 jɨu¹ обычно следовала бы фраза с 於 ʔɨʌ¹ «в», но с 所 ʂɨʌ² она опускается
所與立 ʂɨʌ² jɨʌ² lip⁴
«те, с кем стоят» — здесь 所 ʂɨʌ² номинализует предлог 與 jɨʌ²

### Обстоятельства
Обстоятельства в классическом китайском обычно располагаются прямо перед глаголом.
Прилагательные могут довольно свободно использоваться как обстоятельства:
我不能久待之。 ŋɑ² pɨu¹ nəŋ¹ kɨu² dʌi² tɕɨ¹
«Я не могу долго ждать его»
но ср.: 我待之久矣。 ŋɑ² dʌi² tɕɨ¹ kɨu² ɦɨ²
«Я ждал его долго» — букв. «моё ожидание его было долгим»; здесь 久 kɨu² является сказуемым, а не обстоятельством, так как обстоятельства должны предшествовать глаголу.
Существительные могут использоваться как обстоятельства:
夜行晝居 jiæ³ ɦɑŋ¹ ʈɨu³ kɨ¹ «бродят ночью и сидят смирно днём»
豕人立 ɕie² ȵin¹ lip⁴ «свиньи встали, словно люди»
Как обстоятельства ведут себя модальные глаголы: 能 nəŋ¹ «мочь, быть способным», 可以 kʰɑ² jɨ² «мочь, разрешаться», 敢 kɑm² «осмеливаться», 肯 kʰəŋ² «намереваться», 知 ʈie¹ «знать», 務 mɨo³ «стремиться, настаивать», 欲 jɨok⁴ «хотеть», 願 ŋwɨan³ «желать», 好 hɑu³ «любить», 宜 ŋɨe¹ «быть должным» и т. д.
В качестве обстоятельств могут выступать целые предложения — они присоединяются с помощью частицы 而 ȵɨ¹. Предложения перед ним могут обозначать в широком смысле подчинённое действие: предшествующее, одновременное или обуславливающее основной глагол.
哭而過市。 kʰuk⁴ ȵɨ¹ kwɑ¹ dʑɨ²
«Рыдая, (она) прошла через рынок»
醉而臥。 tswi³ ȵɨ¹ ŋwɑ³
«(Он) уснул пьяным»
鳥聞之而飛。 teu² mɨun¹ tɕɨ¹ ȵɨ¹ pwɨʌi¹
«Птицы услышали это и улетели» — слово 而 ȵɨ¹ может употребляться после глаголов с объектами
買肉而臭。 mɛ² ȵɨuk⁴ ȵɨ¹ tɕʰɨu³
«(Он) купил мясо и (оно) воняет» — у глаголов, связанных 而 ȵɨ¹, не обязательно одинаковые подлежащие
不出戶而知天下。 pɨu¹ tɕʰwit⁴ ɦu̯o² ȵɨ¹ ʈie¹ tʰen¹ ɦæ²
«Не выходя за ворота знать весь мир» — отрицание здесь относится лишь к первому глаголу
朝而往，暮而歸 ʈieu¹ ȵɨ¹ ɦwɨaŋ², mu̯o³ ȵɨ¹ kwɨʌi¹
«Он ушёл утром, а вернулся вечером» — перед 而 ȵɨ¹ могут использоваться слова, обозначающие время (они здесь трактуются как глаголы)
Наречия преимущественно используются в роли обстоятельств. Некоторые наречия выражают вид или модальность:
- совершенный вид (перфект) передают наречия 已 jɨ³ и 既 kɨʌi³ (оба со значением «уже», часто в сочетании с конечной частицей 矣 ɦɨ²), 未 mwɨʌi³ «ещё не» (обычно с 也 jiæ²), 嘗 dʑɨaŋ¹ и 曾 dzəŋ¹ «когда-то».
- несовершенный (продолженный) вид в настоящем времени передаётся словом 方 pɨaŋ¹ «прямо сейчас», в прошедшем — 甫 pɨo² «только что» или 昔 siek⁴ «раньше, в прошлом». Слово 適 ɕiek⁴ означает «тут же», в поздних текстах оно иногда использовалось как показатель несовершенного вида, вроде 方 pɨaŋ¹ и 甫 pɨo²
- будущее время передаётся словами 將 tsɨaŋ¹ «скоро; почти», 且 tsʰiæ² «почти; вот-вот», 欲 jɨok⁴ «скоро»
- уверенные предположения выражают наречия 固 ku̯o³ «точно», 必 pit⁴ «обязательно» и 誠 dʑieŋ¹ «действительно»
- предположения и пожелания выражаются наречиями 其 gɨ¹ «возможно, вероятно», 殆 dʌi² «возможно», 蓋 kɑi³ «скорее всего» и 庶幾 ɕɨʌ³ kɨʌi¹ «желательно». Наречие 其 gɨ¹ «возможно, вероятно» можно отличить от местоимения 其 gɨ¹ по месту в предложении: наречие располагается прямо между подлежащим и сказуемым. Исключение составляют предложения с вопросительными местоимениями — они используются после наречия 其 gɨ¹ (например, 且行千里，其誰不知。 tsʰiæ² ɦæŋ¹ tsʰen¹ lɨ², gɨ¹ dʑwi¹ pɨut⁴ ʈie¹ «И если оно (войско) пройдёт тысячу ли, кто может этого не заметить?»)
- наречие 豈 kʰɨʌi² «разве» используется в риторических вопросах
- как соединительные союзы могут выступать наречия 且 tsʰiæ² «и; к тому же», 亦 jiek⁴ «также» и 又｜有 ɦɨu³ «ещё и»

### Отрицания

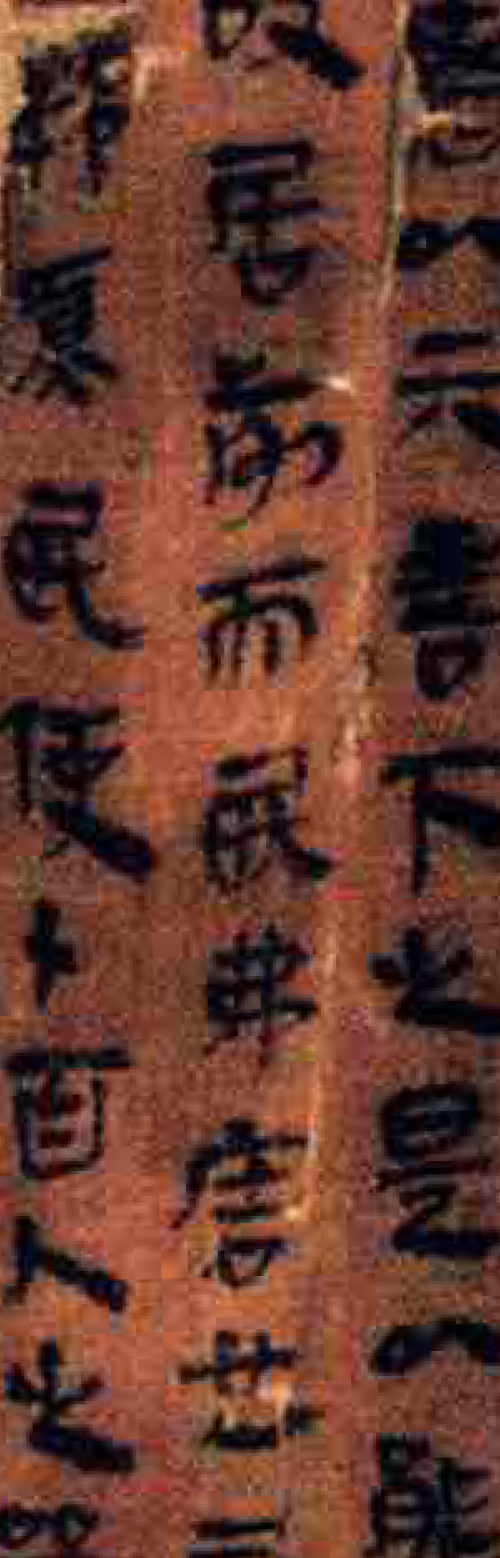
В переданном тексте «Книги о Пути и Добродетели» есть фраза 處前而民不害 tɕʰɨʌ² dzen¹ ȵɨ¹ min¹ pɨut⁴ ɦɑi³ «хотя он стоит впереди, люди не причиняют ему вреда»
В раскопанной версии (на иллюстрации) эта фраза выглядит как 居前而民弗害也 kɨ¹ dzen¹ ȵɨ¹ min¹ pɨut⁴ ɦɑi³ jiæ² — табурование иероглифа 弗 в I веке до н. э. сказалось на передаче текстов, и отрицание pɨut⁴ было записано как 不

Отрицания в классическом китайском ведут себя как обстоятельства и могут считаться разновидностью наречий.
В древнекитайском было две серии отрицательных частиц: одна с начальным *p- (как в 不 pɨu¹), другая с *m- (毋 mɨo¹).
Базовое отрицание при глаголах — 不 pɨu¹. Другое распространённое отрицание — 弗 pɨut⁴, изначально слияние из 不 pɨu¹ и местоимения 之 tɕɨ¹. Например, предложение 我食之 ŋɑ² ʑɨk⁴ tɕɨ¹ «Я ем (ел, съел) это» в отрицательной форме может выглядеть так:
我不食之。 ŋɑ² pɨu¹ ʑɨk⁴ tɕɨ¹
我不之食。 ŋɑ² pɨu¹ tɕɨ¹ ʑɨk⁴
我弗食 или 我不食。 ŋɑ² pɨut⁴ ʑɨk⁴
В I веке до н. э. на некоторое время иероглиф 弗 pɨut⁴ стал табуирован из-за того, что использовался в имени императора, и потому вместо него писался 不. Неизвестно, насколько это отразилось на писчей практике последующих эпох, хотя это повлияло на передачу некоторых древних текстов. В пост-ханьскую эпоху иероглиф 不 стал записывать как слово pɨu¹, так и pɨut⁴. В большинстве современных языков иероглиф 不 читается просторечным чтением, произведённым из 弗 pɨut⁴ (с инициалью /p-/), тогда как иероглиф 弗 читается соответствующим книжным чтением (с инициалью /f-/ или /h(w)-/). Чтение иероглифа 不, произведённое из этимологического pɨu¹, употребимо сейчас только в японском (ср. 弗 фуцу и 不 фу) и ограниченно в корейском языке (弗 пуль и 不 пуль, пу).
Вариант написания слова 不 pɨu¹ — 否 pɨu², в классическом письменном языке он используется в тех случаях, когда глагол опускается:
則王許之乎。曰：否。 tsək⁴ ɦwɨaŋ¹ hɨʌ² tɕɨ¹ ɦu̯o¹; ɦwɨat⁴: pɨu²
«„Так разрешит ли это царь?“; (он) ответил: „Нет“» — здесь под 否 pɨu² подразумевается 不許 pɨut⁴ hɨʌ² «не разрешит это»
未知母之存否。 mwɨʌi³ ʈie¹ mu² tɕɨ¹ dzu̯on¹ pɨu²
«Не знаю, жива ли моя мать или же нет (не жива)»
告則書，不然，則否。 kɑu³ tsək⁴ ɕɨʌ¹, pɨu¹ ȵien¹, tsək⁴ pɨu²
«Что оглашалось, то записывалось; иначе же — нет (не записывалось)»
Слово 非 pwɨʌi¹ «не быть, не являться» — слияние из 不 pɨu¹ и связки 唯 jwi¹. В доклассическом языке оно также записывалось как 匪 или 棐. Редкое слово 叵 pʰwɑ² «нельзя; невозможно» — слияние из 不可 pɨu¹ kʰɑ² .
Другая пара отрицаний — 毋 mɨo¹ и производное от него 勿 mɨut⁴ (от 毋 mɨo¹ и 之 tɕɨ¹), используются в запретительном значении. Предложения с ними могут опционально заканчиваться на 也 jiæ².
Глагол 無 mɨo¹ означает «не быть, не существовать». Уже в доклассическом языке 毋 mɨo¹ и 無 mɨo¹ стали произноситься одинаково и иногда смешивались на письме. В доклассическом языке вместо 無 mɨo¹ также использовались слова 罔 mɨaŋ² и 亡 mɨaŋ¹. Последнее в классическом языке обычно означает «терять» или «пропадать», редкие примеры его со значением «не быть» поздние комментаторы воспринимают как вариантное написание глагола 無 mɨo¹ — это, однако, не подтверждается рифмами «Канона стихов». В «историческом» и «конфуцианском» диалектах классического китайского встречаются отрицания 蔑 met⁴ и 末 mwɑt⁴ соответственно, оба со значением «нет его» — они связаны с 無 mɨo¹ так же, как 弗 pɨut⁴ и 勿 mɨut⁴ связаны с 不 pɨu¹ и 毋 mɨo¹.
С этой серией также связаны наречие 未 mwɨʌi³ «ещё не» и местоимение 莫 mɑk⁴ «никто». Кроме того, в доклассическом языке встречалось слово 微 mwɨʌi¹ — слияние отрицания на *m- и связки 唯 pɨu¹.

### Предлоги
В классическом китайском не существует предлогов в том смысле, в котором они есть в европейских языках — как предлоги используются глаголы.
Так, глаголы 自 dzi³, 從 dzɨoŋ¹ и 由 jɨu¹ означают «следовать; выходить» и используются как предлоги «из; от». Глагол 至 tɕi³ означает «идти; достигать (чего-то)» и используется как предлог «до; во (что-то)».
其劍自舟中墜於水。 gɨ¹ kɨam³ dzi³ tɕɨu¹ ʈɨuŋ¹ ɖwi³ ʔɨʌ¹ ɕwi²
«Его меч упал из лодки в воду»
故人至暮不來。 ku̯o³ ȵin¹ tɕi³ mu̯o³ pɨu¹ lʌi¹
«Старый друг не пришёл до заката»
Предлог 與 jɨʌ² означает «с», «и», «или». Он используется как союз между существительными (но не между глаголами — с ними используется 而 ȵɨ¹).
夫子與之遊 pɨo¹ tsɨ² jɨʌ² tɕɨ¹ jɨu¹
«Господин путешествует с ним»
君與父 kɨun¹ jɨʌ² pɨo²
«государь и отец» — но ср. 君臣 kɨun¹ dʑin¹ «государь и вассал», где оба слова относятся к одной смысловой категории и потому не требуют предлога
天地與我 tʰen¹ di³ jɨʌ² ŋɑ²
«небеса, земля и я» — предлог 與 jɨʌ² всегда употребляется при сочетании двусложного и односложного слов
此與彼 tsʰie² jɨʌ² pɨe²
«это и то» — также 與 jɨʌ² всегда употребляется для связи местоимений
我與爾 ŋɑ² jɨʌ² ȵie²
«я и ты» — аналогично предыдущему, с личными местоимениями
Глагол 以 jɨ² с буквальным значением «брать» используется в значении творительного падежа («с помощью», в широком смысле «благодаря; из-за; согласно»). В доклассическом и, по совпадению, современных китайских языках в этом значении также употребляется глагол 用 jɨoŋ³, но в классическом языке он встречается только в полном глагольном смысле («использовать»).
以肱擊之。 jɨ² kwəŋ¹ kek⁴ tɕɨ¹
«Он ударил его рукой»
以道觀之，物無貴賤。 jɨ² dɑu² kwɑn¹ tɕɨ¹, mɨut⁴ mɨo¹ kwɨʌi³ dzien³
«Если посмотреть это с точки зрения Пути, то эти вещи не благородны и не презренны»
司馬以吾故亡其良子。 sɨ¹ mæ² jɨ² ŋu̯o¹ ku̯o³ mɨaŋ¹ gɨ¹ lɨaŋ¹ tsɨ²
«Из-за меня воевода потерял своего прекрасного сына» — здесь используется конструкция 以X故 jɨ² X ku̯o³ «из-за X»
使以十月入。 ʂɨ² jɨ² dʑip⁴ ŋwɨat⁴ ȵip⁴
«Впустил (его) в десятый месяц»
子何以知之。 tsɨ² ɦɑ¹ jɨ² ʈie¹ tɕɨ¹
«Как ты это узнал» — здесь вопросительное местоимение, объект 以 jɨ², вынесено перед ним по общим правилам; то же часто, но не обязательно, происходит с местоимением 是 dʑie² (是以 dʑie² jɨ² значит «поэтому», но 以是 jɨ² dʑie² может значить и «этим; с помощью этого»)
教人以善。 kæu¹ ȵin¹ jɨ² dʑien²
«Учил людей хорошему» — предлог 以 jɨ² может использоваться при глаголах дарения и отбирания для выделения их объекта
以金賜其母。 jɨ² kɨim¹ sie³ gɨ¹ mu²
«Подарил своей матери бронзу» — аналогично, ср. 賜母金布 sie³ mu² kɨim¹ pu̯o³ без предлога
В классическом китайском есть два омографичных предлога: 爲 ɦwie³ «для, ради» и 爲 ɦwie¹ «как, в качестве». Первый в самостоятельном глагольном смысле означает «помогать», используется в значении дательного падежа, обычно с местоимениями или заменяющими их обращениями; второй — «быть», используется как маркер пассивного залога:
吾將爲女問之。 ŋu̯o¹ tsɨaŋ¹ ɦwie³ ȵɨʌ² mɨun³ tɕɨ¹
«Я спрошу об этом для тебя»
子盍爲我言之。 tsɨ² ɦɑp⁴ ɦwie³ ŋɑ² ŋɨan¹ tɕɨ¹
«Почему бы тебе не сказать (ему) это для меня?»
止，將爲三軍獲。 tɕɨ², tsɨaŋ¹ ɦwie¹ sɑm¹ kɨun¹ ɦwɛk⁴
«(Если ты) остановишься, то будешь пойман Тремя Войсками»
終爲之所擒矣。 tɕɨuŋ¹ ɦwie¹ tɕɨ¹ ʂɨʌ² gɨim¹ ɦɨ²
«И в конце ты будешь им пойман» — аналогично предыдущему, но в позднем классическом языке в таких случаях обычно перед основным глаголом добавляется 所 ʂɨʌ²
Предлоги 於 ʔɨʌ¹ и 于 ɦɨo¹ в древнекитайском (и среднекитайском) различались в произношении, но в некоторых современных языках их чтения совпали. Изначально предлог 於 ʔɨʌ¹ означал «в (чём-то)», не подразумевая движение, часто после глаголов, означающих пребывание или отправление; слово 于 ɦɨo¹ же означало «во (что-то)», с коннотацией движения, часто после глаголов, означающих прибытие. В доклассическом языке 于 ɦɨo¹ использовалось также как вспомогательный глагол перед глаголами движения со значением «начинать; отправляться» (например, 黃鳥于飛 ɦwɑŋ¹ teu² ɦɨo¹ pwɨʌi¹ «жёлтые птицы полетели»).
王立於沼上。 ɦwɨaŋ¹ lip⁴ ʔɨʌ¹ tɕieu² dʑɨaŋ³
«Царь стоял над прудом».
吾聞出於幽谷遷于喬木者。 ŋu̯o¹ mɨun¹ tɕʰwit⁴ ʔɨʌ¹ ʔiu¹ kuk⁴ tsʰien¹ ɦɨo¹ gɨeu¹ muk⁴ tɕiæ²
«Я слышал (о птицах, что) вышли из тёмных долин и переселились на высокие деревья».
出乎爾者，反乎爾者也。 tɕʰwit⁴ ɦu̯o¹ ȵie² tɕiæ², pwɨan² ɦu̯o¹ ȵie² tɕiæ² jiæ²
«Что исходит из тебя, к тебе и вернётся» — как безударная форма 於 ʔɨʌ¹ ещё в доклассическом языке использовалось слово 乎 ɦu̯o¹
天生德於予。 tʰen¹ ʂɨæŋ¹ tək⁴ ʔɨʌ¹ jɨʌ¹
«Небеса взрастили во мне добродетель»
天降禍于周。 tʰen¹ ɦɔŋ¹ ɦwɑ² ɦɨo¹ tɕɨu¹
«Небеса ниспослали беды на Чжоу»
К периоду Сражающихся царств слово 于 ɦɨo¹ вышло из употребления, его функции взяло на себя 於 ʔɨʌ¹, а 于 ɦɨo¹ сохранилось как архаизм в формальной и возвышенной речи, прежде всего в «историческом» письменном диалекте. В последующем классическом языке 於 и 于 воспринимались как формы одного слова.
立于門外 или 立於門外。 ip⁴ ʔɨʌ¹ mu̯on¹ ŋwɑi³
«Стоять за воротами»
勞心者治人，勞力者治於人。治於人者食人，治人者食於人。 lɑu¹ sim¹ tɕiæ² ɖi³ ȵin¹, lɑu¹ lɨk⁴ tɕiæ² ɖi³ ʔɨʌ¹ ȵin¹; ɖi³ ʔɨʌ¹ ȵin¹ tɕiæ² ʑɨk⁴ ȵin¹, ɖi³ ȵin¹ tɕiæ² ʑɨk⁴ ʔɨʌ¹ ȵin¹
«Кто работает умом — правит людьми, кто работает силой — тем правят люди. Управляемые людьми обеспечивают их, управляющие людьми обеспечиваются ими.» — предлог 於 ʔɨʌ¹ может вводить деятеля в страдательном залоге
寡人託國於子。 kwæ² ȵin¹ tʰɑk⁴ kwək⁴ ʔɨʌ¹ tsɨ²
«Я вверяю царство тебе» — предлог 於 может вводить косвенный объект с некоторыми глаголами
鄭人取貨於印氏 ɖieŋ³ ȵin¹ tsʰɨo² hwɑ³ ʔɨʌ¹ ʔin³ dʑie²
«Люди из Чжэн взяли товары у рода Инь» — аналогично предыдущему примеру, но с глаголом отнимания
吾聞諸夫子。 ŋu̯o¹ mɨun¹ tɕɨʌ¹ pɨo¹ tsɨ²
«Я услышал это от господина» — сочетание 之於 tɕɨ¹ ʔɨʌ¹ (с местоимением 之 tɕɨ¹) может опционально стягиваться в 諸 tɕɨʌ¹, но также эта фраза встречается и как 聞之於夫子 ŋu̯o¹ mɨun¹ tɕɨ¹ ʔɨʌ¹ pɨo¹ tsɨ²
君子之於禮，敬而安之。 kɨun¹ tsɨ² tɕɨ¹ ʔɨʌ¹ lei², kɨæŋ³ ȵɨ¹ ʔɑn¹ tɕɨ¹
«Что до отношения благородного мужа к ритуалам, то он уважает их и находит в них спокойствие» — структура 之於 tɕɨ¹ ʔɨʌ¹ (с притяжательной частицей 之 tɕɨ¹) используется для выделения темы; прямой порядок был бы 君子敬而安於禮 kɨun¹ tsɨ² kɨæŋ³ ȵɨ¹ ʔɑn¹ ʔɨʌ¹ lei²; здесь 於 ʔɨʌ¹ выступает глаголом «быть, пребывать», номинализованным с помощью 之 tɕɨ¹ (то есть 君子之於禮 kɨun¹ tsɨ² tɕɨ¹ ʔɨʌ¹ lei² значит «пребывание благородного мужа в ритуалах»), при этом 君子 kɨun¹ tsɨ² и 於禮 ʔɨʌ¹ lei² являются, соответственно, подлежащим и объектом фразы 敬而安 kɨæŋ³ ȵɨ¹ ʔɑn¹
Предлог 於 ʔɨʌ¹ в классическом языке используется в сравнениях (например, 一少於二 ʔit⁴ ɕieu² ʔɨʌ¹ ȵi³ «Один — меньше двух»). В пост-классическом языке, примерно с III века н. э., появляется конструкция сравнения с предлогом 比 pi² «сравнивать», как в современном северном мандаринском языке (но не юго-западном мандаринском и других китайских языках). В эпоху Тан она встречается только в поэзии, но с эпохи Мин (с XIV века) она становится преобладающей.
若比李三猶自勝 ȵɨak⁴ pi² lɨ² sɑm¹ jɨu¹ dzi³ ɕɨŋ³
«И если сам я лучше, чем Ли Сань…»
Сравнения в смысле отождествления выражаются глаголом 如 ȵɨʌ¹ «быть похожим» (в значении предлога — «как, будто, словно»).
Глагол 曰 ɦwɨat⁴ «говорить(ся), называть(ся)» обычно не включается в число предлогов — он используется как сказуемое, часто перед целыми фразами и вводя косвенную речь.
Глаголы 於 ʔɨʌ¹, 于 ɦɨo¹, 如 ȵɨʌ¹ и 曰 ɦwɨat⁴ не употребляются перед местоимением 之 tɕɨ¹, вместо них используются их слияния с незафиксированным местоимением *-n, аналогичным по смыслу 之 tɕɨ¹:
- от 於 ʔɨʌ¹: 焉 ɦien¹ «в нём; в этом; там»
- от 于 ɦɨo¹: 爰 ɦwɨan¹ «в него; в это; туда»
- от 如 ȵɨʌ¹: 然 ȵien¹ «как это; так»; помимо буквального значения, это слово часто оформляет идеофоны и звукоподражательные слова (но не прилагательные):

芒芒然歸。 mɨaŋ¹ mɨaŋ¹ ȵien¹ kwɨʌi¹
«Уставший, он вернулся»
卒然相遇。 tsʰu̯ot⁴ ȵien¹ sɨaŋ¹ ŋɨo³
«Внезапно они встретились»
天油然作雲。 tʰen¹ jɨu¹ ȵien¹ tsɑk⁴ ɦɨun¹
«Небо густо собирает тучи»
- от 曰 ɦwɨat⁴: 云 ɦɨun¹ «сказал это; сказал так»; это слово обычно используется после цитат, в отличие от 曰 ɦwɨat⁴, используемого перед ними:

入云則入，坐云則坐，食云則食。 ȵip⁴ ɦɨun¹ tsək⁴ ȵip⁴, dzwɑ² ɦɨun¹ tsək⁴ dzwɑ², ʑɨk⁴ ɦɨun¹ tsək⁴ ʑɨk⁴
«Когда ему говорили „входи“ — он входил; когда ему говорили „садись“ — он садился; когда ему говорили „ешь“ — он ел»
其名云何。 gɨ¹ mieŋ¹ ɦɨun¹ ɦɑ¹
«Как его зовут?» — букв. «Его имя — называют его как?»
子曰：汝安知魚樂，云者。 tsɨ² ɦwɨat⁴: ȵɨʌ² ʔɑn¹ ʈie¹ ŋɨʌ¹ ŋɔk⁴, ɦɨun¹ tɕiæ²
«Ты сказал мне — „откуда ты знаешь, когда рыба радуется?“»

### Союзы
Союзы в классическом китайском служат для смысловой связи предложений. Многие слова, используемые как союзы, в буквальном значении являются наречиями, существительными или глаголами. Союзы могут располагаться перед основным глаголом (после подлежащего) или в начале предложения (перед подлежащим).
Союзы в подчинённых предложениях не всегда обязательны. Два следующих друг за другом предложения уже могут подразумевать, например, условную связь:
脣亡，齒寒。 ʑwin¹ mɨaŋ¹, tɕʰɨ² ɦɑn¹
«Не будет губ — замёрзнут зубы»
Как подобие союзов могут выступать наречия. Например, наречие 既 kɨʌi³ «уже» в одной части предложения часто сочетается с наречиями 且 tsʰiæ², 又 ɦɨu³, 亦 jiek⁴ «также; ещё» в другой:
君既定矣，又何求。 kɨun¹ kɨʌi³ deŋ³ ɦɨ², ɦɨu³ ɦɑ¹ gɨu¹
«(Раз) мой господин уже утвердился, (то) чего ещё мне желать?»
Союзами могут выступать глаголы: 使 ʂɨ² и 令 lieŋ¹ «чтобы; если бы», 假 kæ² и 設 ɕiet⁴ «даже если», 苟 ku² «если вдруг». Обычно они не теряют полностью своей глагольной природы, используются как модальные, например:
曩者使女狗白而往，黑而來，子豈能毋怪哉。 nɑŋ² tɕiæ² ʂɨ² ȵɨʌ² ku² bæk⁴ ȵɨ¹ ɦwɨaŋ², hək⁴ ȵɨ¹ lʌi¹, tsɨ² kʰɨʌi² nəŋ¹ mɨo¹ kwɛi³ tsʌi¹
«Допустим, что твой пёс ушёл белым, а вернулся чёрным — разве бы ты не удивился?!»
屏王之耳目，使不聰明。 pieŋ² ɦwɨaŋ¹ tɕɨ¹ ȵɨ² mɨuk⁴, ʂɨ² pɨu¹ tsʰuŋ¹ mɨæŋ¹
«(Он) закрыл царю уши и глаза, чтобы (тот) не мог ясно видеть и слышать»
Основной условный союз в классическом китайском — 若 ȵɨak⁴ «если». Он встречается как перед подлежащим, так и после него. Также используется союз 如 ȵɨʌ¹, в основном в «конфуцианском» письменном диалекте. Помимо них, как условный союз может употребляться слово 而 ȵɨ¹ (ср. частицу 而 ȵɨ¹, вводящую обстоятельства — она используется после глаголов или предложений, в отличие от частицы 而 ȵɨ¹, используемой перед глаголами).
子若免之，以勸左右，可也。 tsɨ² ȵɨak⁴ mɨen² tɕɨ¹, jɨ² kʰwɨan³ tsɑ² ɦɨu², kʰɑ² jiæ²
«Если Вы помилуете его, на радость другим, то это будет хорошо»
彼如出之，可以得荊。 pɨe² ȵɨʌ¹ tɕʰwit⁴ tɕɨ¹, kʰɑ² jɨ² tək⁴ kɨæŋ¹
«Если они его выдадут, то мы сможем взять (царство) Цзин»
人而無信，不知其可也。 ȵin¹ ȵɨ¹ mɨo¹ sin³, pɨu¹ ʈie¹ gɨ¹ kʰɑ² jiæ²
«Если у человека нет порядочности, то я не знаю, как он может быть годен»
Отрицательные условия выражаются с помощью слов 非 pwɨʌi¹ и 微 mwɨʌi¹ — первое может как предшествовать, так и следовать за подлежащим, второе всегда стоит в начале фразы.
微君言，臣故將謁之。 mwɨʌi¹ kɨun¹ ŋɨan¹, dʑin¹ ku̯o³ tsɨaŋ¹ ʔɨat⁴ tɕɨ¹
«Если бы господин не сказал об этом, я бы упомянул это»
Союз 則 tsək⁴ «то» используется во второй части условных конструкций. В «конфуцианском» классическом китайском вместо него также используется 斯 sie¹.
名不正，則言不順。 mieŋ¹ pɨu¹ tɕieŋ³, tsək⁴ ŋɨan¹ pɨu¹ ʑwin³
«Если названия будут не верны, то слова будут не подходящи»
王如善之，則何爲不行。 ɦwɨaŋ¹ ȵɨʌ¹ dʑien² tɕɨ¹, tsək⁴ ɦɑ¹ ɦwie³ pɨu¹ ɦæŋ¹
«Если царь считает это хорошим, то почему не исполняет это?»
得其民，斯得天下矣。得其心，斯得民矣。 tək⁴ gɨ¹ min¹, sie¹ tək⁴ tʰen¹ ɦæ³ ɦɨ²; tək⁴ gɨ¹ sim¹, sie¹ tək⁴ min¹ ɦɨ²
«Если ты заполучишь народ, то возьмёшь царство; если заполучишь сердца, то заполучишь народ»
Слово 則 tsək⁴ может использоваться для простого выделения темы — в этой функции оно располагается после подлежащего, в отличие от союза 則 tsək⁴, которое подлежащему предшествует:
鳥則擇木，木豈能擇鳥乎。 teu² tsək⁴ ɖæk⁴ muk⁴, muk⁴ kʰɨʌi² nəŋ¹ ɖæk⁴ teu² ɦu̯o¹
«Птица выбирает себе дерево, а разве дерево может выбрать себе птицу?»
此則寡人之罪也。 tsʰie² tsək⁴ kwæ² ȵin¹ tɕɨ¹ dzu̯oi² jiæ²
«Это есть моя вина»
Союз 乃 nʌi² «то; тогда; затем» часто встречается в исторических повествованиях.
吾能弭謗矣，乃不敢言。 ŋu̯o¹ nəŋ¹ mie² pɑŋ³ ɦɨ², nʌi² pɨu¹ kɑm² ŋɨan¹
«Я смог запретить их критику, теперь никто не осмелится ничего сказать»
Слова 故 ku̯o³ и 因 ʔin¹, оба со значением «причина», используются как союз «потому»:
不勝其哀，故哭也。 pɨu¹ ɕɨŋ¹ gɨ¹ ʔʌi¹, ku̯o³ kʰuk⁴ jiæ²
«Не мог совладать с горечью, потому возрыдал»
今者吾忘吾答，因失吾問。 kɨim¹ tɕiæ² ŋu̯o¹ mɨaŋ¹ ŋu̯o¹ tʌp⁴, ʔin¹ ɕit⁴ ŋu̯o¹ mɨun³
«Сейчас же я забыл, что должен ответить, и потому потерял то, что хотел спросить»
Слово 雖 swi¹ «хотя» — основной уступительный союз в классическом китайском. Он располагается после подлежащего, иногда перед ним. Перед подлежащим 雖 swi¹ может играть роль не союза, усилительной частицы («даже»). Слово 雖 swi¹ на древнекитайском уровне связано с доклассической связкой 惟 jwi¹ — вероятно, 雖 swi¹ образовано от неё с помощью каузативного префикса *s-, таким образом буквально 雖 swi¹ значит «будь это…; пусть даже это…».
事雖大，必濟。 tʂɨ³ swi¹ dɑi³, pit⁴ tsei²
«Хотя это великое дело, [мы] обязательно преуспеем»
雖我亦將非之 swi¹ ŋɑ² jiek⁴ tsɨaŋ¹ pwɨʌi¹ tɕɨ¹
«Даже я бы отверг это»
雖然，未聞道也。 swi¹ ȵien¹, mwɨʌi³ mɨun¹ dɑu² jiæ²
«Пусть это и так, но он ещё не слышал [истинного] учения»

### Числительные
Основные числительные в классическом китайском следующие:
- 一 ʔit⁴ «один»
- 二 ȵi³ «два»
- 三 sɑm¹ «три»
- 四 si³ «четыре»
- 五 ŋu̯o² «пять»
- 六 lɨuk⁴ «шесть»
- 七 tsʰit⁴ «семь»
- 八 pɛt⁴ «восемь»
- 九 kɨu² «девять»
- 十 dʑip⁴ «десять»
- 百 pæk⁴ «сто»
- 千 tsʰen¹ «тысяча»
- 萬 mwɨan³ «десять тысяч»

Вопросительное слово о количестве — 幾 kɨʌi² или 幾何 kɨʌi² ɦɑ¹. Оно сочетается также со словами, означающими периоды: 幾日 kɨʌi² ȵit⁴ «сколько дней», 幾年 kɨʌi² nen¹ «сколько лет», и т. п.
Числительные могут располагаться прямо перед существительными, обозначая их количество. Счётные слова в классическом китайском не так развиты, как в современных языках Синосферы, изредка встречаются 匹 pʰit⁴ для лошадей, 乘 ʑɨŋ¹ для колесниц и 个 kɑ³ для стрел:
十里 dʑip⁴ lɨ² «десять ли»
四午 si³ ŋu̯o² «четыре быка»
馬三匹 mæ² sɑm¹ pʰit⁴ «три лошади»
Числительные и сочетания с ними в роли сказуемого употребляются как прилагательные — при них не используется глагол-связка и частица 也 jiæ², но при них могут быть наречия и частица совершенного вида 矣 ɦɨ²:
滅國者五十。 miet⁴ kwək⁴ tɕiæ² ŋu̯o² dʑip⁴
«Государств, разорённых им, было 15» — букв. «разорений государств (с его стороны) было 15»
年已七十矣。 nen¹ jɨ³ tsʰit⁴ dʑip⁴ ɦɨ²
«Ему было уже семьдесят лет»
直不百步耳，是亦走也。 ɖɨk⁴ pɨu¹ pæk⁴ bu̯o³ ȵɨ², dʑie² jiek⁴ tsu² jiæ²
«Хотя и не на сотню шагов, но они тоже бежали»
После глаголов встречаются дополнения кратности и длительности, выраженные числительными. Их не следует путать с прямыми дополнения — по своей структуре они больше похожи на фразы с предлогами.
夫子事孔子數十年。 pɨo¹ tsɨ² dʐɨ³ kʰuŋ² tsɨ² ʂɨo² dʑip⁴ nen¹
«Господин, Вы служили Конфуцию несколько десятков лет»
人生幾何。 ȵin¹ ʂɨæŋ¹ kɨʌi² ɦɑ¹
«Как долго живёт человек?»
Числительные могут использоваться как обстоятельства, обозначающие кратность. Значения «дважды» и «трижды» выражаются отдельными словами: 再 tsʌi³ и 三 sɑm³ (последнее — омограф слова 三 sɑm¹ «три», но с другим тоном).
微服往觀再三。 mwɨʌi¹ bɨuk⁴ ɦwɨaŋ² kwɑn¹ tsʌi³ sɑm³
«Тайно переодетым, он ходил наблюдать дважды или трижды»

### Конечные частицы
О конечной частице 也 jiæ² см. выше.
Конечная частица 矣 ɦɨ² маркирует совершенный вид.
吾聞之矣。 ŋu̯o¹ mɨun¹ tɕɨ¹ ɦɨ²
«Я это уже слышал»
но ср.: 吾未之聞也。 ŋu̯o¹ mwɨʌi³ tɕɨ¹ mɨun¹ jiæ²
«Я этого ещё не слышал» — незавершённые действия не могут иметь частицу 矣 ɦɨ², но используют 也 jiæ².
Конечная частица 乎 ɦu̯o¹ маркирует вопрос.
汝知之乎。 ȵɨʌ² ʈie¹ tɕɨ¹ ɦu̯o¹
«Ты его знаешь?»
賢者亦樂此乎。 ɦen¹ tɕiæ² jiek⁴ lɑk⁴ tsʰie² ɦu̯o¹
«Разве мудрецы тоже испытывают от этого удовольствия?»
學而時習之，不亦說乎。 ɦɔk⁴ ȵɨ¹ dʑɨ¹ zip⁴ tɕɨ¹, pɨu¹ jiek⁴ jwiet⁴ ɦu̯o¹
«Учиться и повторять изученное — это ли не радость?!»
左右曰：夫人小辟火乎。 tsɑ² ɦɨu² ɦwɨat⁴: pɨo¹ ȵin¹ sieu² biek⁴ hwɑ² ɦu̯o¹
«Слуги сказали: Госпожа, спасайтесь от огня» — здесь вежливая просьба выражена с помощью вопроса
天乎，無罪。 tʰen¹ ɦu̯o¹, mɨo¹ dzu̯oi²
«О Небо, я невинен!» — здесь в форме вопроса выражено восклицание
Частица 乎 ɦu̯o¹ может сливаться с другими служебными словами и принимать разные формы:
女弗能救與。 ȵɨʌ² pɨut⁴ nəŋ¹ kɨu³ jɨʌ¹
«Разве ты не можешь спасти его?» — сочетание 也乎 jiæ² ɦu̯o¹ иногда сливается в 與｜歟 jɨʌ¹ (в конфуцианских памятниках) или 邪｜耶 jiæ¹ (в других текстах), особенно в позднем классическом китайском
一言而可以興邦，有諸？ ʔit⁴ ŋɨan¹ ȵɨ¹ kʰɑ² jɨ² hɨŋ¹ pɔŋ¹, ɦɨu² tɕɨʌ¹
«Одним словом сделать страну процветающей — бывает ли такое?» — сочетание 之乎 tɕɨ¹ ɦu̯o¹ может сливаться в 諸 tɕɨʌ¹
苗而不秀者有矣夫。 mɨeu¹ ȵɨ¹ pɨu¹ sɨu³ tɕiæ² ɦɨu² ɦɨ² pɨo¹
«Бывает так, что появляются ростки, но они не цветут, не так ли?» — сочетание 不乎 pɨu¹ ɦu̯o¹ сливается в 夫 pɨo¹, часто используется после других конечных частиц, вроде 矣 ɦɨ² или 也 jiæ²
莫我知也夫。 mɑk⁴ ŋɑ² ʈie¹ jiæ² pɨo¹
«Никто меня не знает, не так ли?» — аналогично предыдущему, после 也 jiæ²
В доклассическом языке встречаются более редкие слияния с 乎 ɦu̯o¹. Например, фраза 日居月諸 ȵit⁴ kɨ¹ ŋwɨat⁴ tɕɨʌ¹ «О, солнце, о, луна!» из доклассического языка (в последующие эпохи использовалась как идиома о быстротечности времени) на древнекитайском читается как *nik-ka ŋuat-ta, в ней инициаль частицы 乎 ɦu̯o¹ (др.-кит. *ɢˤa) ассимилировалась с конечными согласными предшествующих слов. Слово 居 kɨ¹, которым записано это слияние, следует отличать от глагола 居 kɨʌ¹ «жить».
Частица 哉 tsʌi¹ передаёт восклицание. Они могут сочетаться с другими конечными частицам (也 jiæ² и 乎 ɦu̯o¹). Сказуемое с этой частицей может выноситься в начало предложения как тема.
是誠何心哉。 dʑie² dʑieŋ¹ ɦɑ¹ sim¹ tsʌi¹
«Что же тогда это было у меня на уме?!»
何爲不易乎哉。 ɦɑ¹ ɦwie³ pɨu¹ jie³ ɦu̯o¹ tsʌi¹
«Почему же это не должно быть легко?!»
善哉，問也。 dʑien² tsʌi¹, mɨun³ jiæ²
«Хороший же вопрос!»
何哉，爾所謂達者。 ɦɑ¹ tsʌi¹, ȵie² ʂɨʌ² ɦwɨʌi³ dɑt⁴ tɕiæ²
«Что же это, что ты называешь достижением?!»
Сочетание 而已 ȵɨ¹ jɨ² «и только, и всего лишь» также передаёт восклицание. Здесь 已 jɨ² в буквальном значении — глагол «заканчиваться, останавливаться». Она может сокращаться до 耳 ȵɨ² или 而 ȵɨ¹.
夫子之道，忠恕而已矣。 pɨo¹ tsɨ² tɕɨ¹ dɑu², ʈɨuŋ¹ ɕɨʌ³ ȵɨ¹ jɨ² ɦɨ²
«Учение нашего господина есть быть преданным и великодушным, и не более того»
直好世俗之樂耳。 ɖɨk⁴ hɑu³ ɕiei³ zɨok⁴ tɕɨ¹ ŋɔk⁴ ȵɨ²
«Я люблю лишь распространённую ныне музыку»

## Лексика
Лексика классического китайского по большей части основана на лексике древнекитайского. С течением времени она пополнялась изобретёнными неологизмами, заимствованиями и кальками, или, в ограниченной степени, лексикой разговорных языков.
Часто новые слова были калькированными или транскрибированными терминами из других языков. В Средние века часто ими были санскрит и пали, с которых переводились буддийские тексты. В Новое время новая лексика была подпитана терминологией европейских языков, для которой изобретались эквиваленты из корней классического китайского — особенно продуктивен этот процесс был в модернизированной Японии, откуда китайские неологизмы васэй-канго распространялись и в другие языки Синосферы.
Словарный запас классического китайского значительно отличается от лексики всех современных языков Синосферы. В японском языке, из-за характера его письма, основанного на орфографических заимствованиях из классического китайского, использование иероглифов часто более близко к нему, чем в современных китайских языках. Например:
| значение  | классический китайский | японский  | новокитайские языки | новокитайские языки | новокитайские языки | новокитайские языки | новокитайские языки |
| значение  | классический китайский | японский  | хокло               | хакка               | кант.               | мандар.             | у                   |
| --------- | ---------------------- | --------- | ------------------- | ------------------- | ------------------- | ------------------- | ------------------- |
| «красный» | 赤 tɕʰiek⁴             | 赤い akai | 紅 âng              | 紅 fùng             | 紅 hùhng            | 紅 hóng             | 紅 /ɦoŋ²³/          |
| «дерево»  | 木 muk⁴                | 木 ki     | 樹 chhiū            | 樹 su               | 樹 syuh             | 樹 shù              | 樹 /zz̩²³/           |
| «глаз»    | 目 mɨuk⁴               | 目 me     | 目珠 ba̍k-chiu       | 目珠 muk-chû        | 眼 ngáahn           | 眼睛 yǎnjīng        | 眼睛 /ŋe²² tɕin⁴⁴/  |
| «собака»  | 犬 kʰwen²              | 犬 inu    | 狗 káu              | 狗 kiéu             | 狗 gáu              | 狗 gǒu              | 狗 /kɤ³⁴/           |
| «слушать» | 聞 mɨun¹               | 聞く kiku | 聽 thiaⁿ            | 聽 thâng            | 聽 tēng             | 聽 tīng             | 聽 /tʰin⁵³/         |
| «нюхать»  | 嗅 hɨu³                | 嗅ぐ kagu | 鼻 phīⁿ             | 鼻 phi              | 聞 màhn             | 聞 wén              | 聞 /mən²³/          |
| «нога»    | 足 tsɨok⁴              | 足 ashi   | 骹 kha              | 腳 kiok             | 腳 geuk             | 腳 jiǎo             | 腳 /tɕiaʔ⁵⁵/        |

### Части речи
Традиционная китайская филология разделяет слова на «полные» (實字) и «пустые» (虛字) — по мнению С. Е. Яхонтова, вернее было бы переводить эти термины как «реальные» и «мнимые» слова. «Полные» слова соответствуют существительным, глаголам и прилагательным в западной грамматической традиции, тогда как «пустые» — служебным словам. Число «полных» слов практически неограничено, «пустые» же немногочисленны, но довольно часты — в среднем тексте на них приходится до четверти или трети всех слов. Части речи в классическом китайском не маркированы — то есть по форме слова нельзя определить, к какой части речи оно относится. В то же время ошибочно считать, что частей речи в классическом китайском нет вовсе — части речи можно выделить синтаксически, на основе сочетаемости и положения слова в предложении.
Существительные могут обозначать:
- естественные объекты окружающего мира (地 di³ «земля», 日 ȵit⁴ «солнце», 月 ŋwɨat⁴ «луна», 山 ʂɛn¹ «гора», 木 muk⁴ «дерево»)
- людей (人 ȵin¹ «человек», 男 nʌm¹ «мужчина», 女 ɳɨʌ² «женщина», 主 tɕɨo² «хозяин», 客 kʰæk⁴ «гость»)
- растения и животных (馬 mæ² «лошадь», 魚 ŋɨʌ¹ «рыба», 麻 mæ¹ «конопля», 李 lɨ² «слива»)
- их части и органы (末 mwɑt⁴ «макушка», 根 kən¹ «корень», 心 sim¹ «сердце», 足 tsɨok⁴ «нога», 目 mɨuk⁴ «глаз»)
- абстрактные названия сторон, мест, отрезков времени (邊 pen¹ «сторона», 南 nʌm¹ «юг», 前 dzen¹ «перед», 夏 ɦæ³ «лето», 年 nen¹ «год»)
- рукотворные предметы, постройки и поселения (刀 tɑu¹ «нож», 紙 tɕie² «бумага», 筆 pɨit⁴ «кисть», 門 mu̯on¹ «ворота», 室 ɕit⁴ «комната», 京 kɨæŋ¹ «столица»)
- нематериальные произведения, продукты речи и письма (名 mieŋ¹ «имя», 歌 kɑ¹ «песня», 字 dzɨ³ «буква; знак», 章 tɕɨaŋ¹ «глава», 法 pɨu̯ap⁴ «закон»)
- и т. д.

Как было сказано выше, глаголы в классическом китайском могут быть:
- переходными (聞 mɨun¹ «слышать», 及 gɨip⁴ «достигать», 知 ʈie¹ «знать», 問 mɨun³ «спрашивать», 建 kɨan³ «строить» и т. д.)
- непереходными (行 ɦæŋ¹ «идти», 走 tsu² «бежать», 飛 pwɨʌi¹ «летать», 休 hɨu¹ «отдыхать», 續 zɨok⁴ «продолжаться» и т. д.)
- и эргативными (教 kæu³ «учить», 哭 kʰuk⁴ «плакать», 從 dzɨoŋ³ «слушаться», 送 suŋ³ «отправлять» и т. д.)

Прилагательные в классическом китайском являются разновидностью глаголов. Они могут обозначать:
- физические свойства (大 dɑi³ «большой», 遠 ɦwɨan² «далёкий», 短 twɑn² «короткий», 平 bɨæŋ¹ «ровный», 熱 ȵiet⁴ «горячий»)
- цвета (白 bæk⁴ «белый», 青 tsʰeŋ¹ «синий; зелёный», 黃 ɦwɑŋ¹ «жёлтый»)
- ощущения и субъективные качества (喜 hɨ² «радостный», 善 dʑien² «хороший», 真 tɕin¹ «истинный», 對 tu̯oi³ «правильный», 富 pɨu³ «богатый»)
- и т. д.

Ряд иероглифов записывают совершенно разные слова, относящиеся к разным частям речи, например:
- 管 kwɑn² «управлять» и «труба»
- 指 tɕi² «указывать» и «палец»
- 環 ɦwæn¹ «окружать» и «кольцо»
- 領 lieŋ² «вести, руководить» и «шея»

### Элементы древнего словообразования
В классическом китайском морфема (или корень) обычно представляет собой один слог. Разные по звучанию слоги считаются разными морфемами, в то же время некоторые корни связаны между собой на древнекитайском уровне.
Крайне продуктивный в древнекитайском суффикс *-s в среднекитайском превратился в «уходящий тон» (去聲). Этот суффикс мог образовывать существительные от глаголов или каузативные глаголы от существительных:
- 上 dʑɨaŋ² «подниматься» и dʑɨaŋ³ «верх»
- 下 ɦæ² «спускаться» и ɦæ³ «низ»
- 難 nɑn¹ «трудный» и nɑn³ «бедствие»
- 分 pɨun¹ «делить» и bɨun³ «часть»
- 覺 kɔk⁴ «просыпаться» и kæu³ «сон»
- 處 tɕʰɨʌ² «находиться, оставаться» и tɕʰɨʌ³ «место»
- 中 ʈɨuŋ¹ «центр» и ʈɨuŋ³ «поражать, бить в центр»
- 累 lwie² «наваливать(ся)» и lwie³ «впутывать; утомлять(ся)»
- 道 dɑu² «путь» и 導 dɑu³ «вести»
- 衣 ʔɨʌi¹ «одежда» и ʔɨʌi³ «надевать»
- 食 ʑɨk⁴ «есть» и 飼 zɨ³ «кормить»
- 視 dʑi² «смотреть» и 示 ʑi³ «показывать»
- 納 nʌp⁴ «вносить» и 內 nu̯oi³ «внутренняя часть» (ср. также 入 ȵip⁴ «входить»)
- 王 ɦwɨaŋ¹ «царь» и ɦwɨaŋ³ «царствовать»
- 雨 ɦɨo² «дождь» и ɦɨo³ «лить дождём»
- 飲 ʔɨim² «пить» и ʔɨim³ «поить»
- 說 ɕwiet⁴ «говорить» и ɕwiei³ «уговаривать»

Ряд слов различаются звонкостью инициали — в древнекитайском они образовывались с помощью приставок *m- или *N-, в среднекитайском исчезнувших, но придавших звонкость следующим за ними согласным. Эти приставки часто образуют страдательные или непереходные глаголы от переходных, каузативные глаголы от существительных и прилагательных, реже названия орудий от глаголов:
- 見 ken³ «видеть» и 現 ɦen³ «показываться, появляться»
- 背 pu̯oi³ «спина» и bu̯oi³ «поворачиваться»
- 繫 kei³ «завязывать, привязывать» и ɦei³ «соединяться, чередоваться»
- 交 kæu¹ «быть связанным (с)» и 殽 ɦæu¹ «подражать, копировать»
- 令 lieŋ¹ «приказ» и 命 mɨæŋ³ «приказывать»
- 敗 pæi³ «побеждать» и bæi³ «терпеть поражение»
- 折 tɕiet⁴ «ломать» и dʑiet⁴ «ломаться»
- 精 tsieŋ¹ «чистый» и 淨 dzieŋ³ «очищать»
- 朝 ʈieu¹ «совершать утренний визит» и ɖieu¹ «утро»
- 判 pʰwɑn³ «разделять» и 畔 bwɑn³ «межа, граница»
- 拄 ʈɨo² «устанавливать; водружать» и 柱 ɖɨo² «столб, колонна»
- 包 pæu¹ «обёртывать» и 袍 bɑu¹ «халат, платье»

В некоторых случаях корень встречается сразу в нескольких модификациях. Например:
- иероглиф 重 записывает слова ɖɨoŋ² «тяжёлый», ɖɨoŋ³ «вес» и ɖɨoŋ¹ «повторять; переделывать»
- иероглиф 樂 записывает слова lɑk⁴ «радоваться», ŋɔk⁴ «музыка» и ŋæu³ «любить»
- иероглиф 長 записывает слова ɖɨaŋ¹ «длинный», ʈɨaŋ² «расти», ɖɨaŋ³ «чрезмерный, излишний», к той семье принадлежат слова, записываемые иероглифом 張 — ʈɨaŋ¹ «растягивать» и ʈɨaŋ³ «разрастаться; возвеличиваться»
- иероглиф 車 записывает слова kɨʌ¹ и tɕʰiæ¹, оба со значением «колесница» (вероятно, в разное время заимствованных из индоевропейского языка, предположительно тохарского)

### Сочинительные сочетания
Сочинительные сочетания (типа «A и B», «A или B») в классическом китайском могут состоять из существительных или глаголов:
日月 ȵit⁴ ŋwɨat⁴ «солнце и луна»
父母 pɨo² mu² «отец и мать; родители»
子女 tsɨ² ɳɨʌ² «сыновья и дочери; дети»
君臣 kɨun¹ dʑin¹ «государи и вассалы»
夫婦 pɨo¹ bɨu² «муж и жена; супруги»
聞見 mɨun¹ ken³ «видеть и слышать»
長幼 ʈɨaŋ² ʔiu³ «взрослые и юные»
天地 tʰen¹ di³ «небо и земля»
上下 dʑɨaŋ³ ɦæ³ «верх и низ»
行止 ɦæŋ¹ tɕɨ² «ходить и останавливаться; передвигаться»
東西南北 tuŋ¹ sei¹ nʌm¹ pək⁴ «восток и запад, юг и север»
春秋冬夏 tɕʰwin¹ tsʰɨu¹ tu̯oŋ¹ ɦæ³ «весна и осень, зима и лето»
Некоторые сочетания, составленные из синонимичных компонентов, образуют цельное слово:
身體 ɕin¹ tʰei² «тело»
土地 du̯o² di³ «земля»
學習 ɦɔk⁴ zip⁴ «учиться»
恐懼 kʰɨoŋ² gɨo³ «бояться»
Прилагательные с противоположными смыслами в таких сочетаниях могут обозначать абстрактные существительные:
長短 ʈɨaŋ² twɑn² «длинный и короткий» > «длина»
大小 dɑi³ sieu² «большой и маленький» > «величина»
多少 tɑ¹ ɕieu² «многий и малый» > «количество»
Некоторые сочинительные сочетания классического китайского были переосмыслены в современных языках в цельные неразложимые слова: например, слово 朋友 bəŋ¹ ɦɨu² в классическом китайском значит «друзья и приятели», в современных китайских языках — «друг».
Сочинительные сочетания склонны подчиняться ряду эвфонических закономерностей:
- тоны составляющих слов должны быть в последовательности ровный (1), восходящий (2), уходящий (3), входящий (4)
- слоги с глухой инициалью предшествуют слогам со звонкой
- слоги с носовой терминалью предшествуют слогам с открытой гласной

### Подчинительные сочетания
Подчинительные сочетания образуются из существительных («B, относящийся к A»).
東海 tuŋ¹ hʌi² «восточное море»
日光 ȵit⁴ kwɑŋ¹ «солнечный свет»
石碑 dʑiek⁴ pɨe¹ «каменная стела»
鳥卵 teu² lwɑn² «птичье яйцо»
Некоторые сочетания могут трактоваться и как сочинительные, и как подчинительные: например, 山林 ʂɛn¹ lim¹ может значить и «горы и леса», и «горный лес». Эвфонические правила иногда помогают отличить разные типы сочетаний: они соблюдаются только в сочинительных сочетаниях, но не подчинительных.
Определениями к существительным могут служить глаголы (за исключением эргативных), включая прилагательные. Переходные глаголы в такой функции обычно имеют страдательный смысл.
高山 kɑu¹ ʂɛn¹ «высокая гора»
小家 sieu² kæ¹ «маленький (бедный) дом, лачуга»
飛鳥 pwɨʌi¹ teu² «летящая птица»
生物 ʂɨæŋ¹ mɨut⁴ «живое существо»
補衣 pu̯o² ʔɨʌi¹ «латаная одежда»
愛子 ʔʌi³ tsɨ² «любимый ребёнок»
Глаголы могут образовывать сочетания с префиксами, передающими страдательность, такими как 可 kʰɑ², 足 tsɨok⁴, 見 ken³, 被 bɨe³, 易 jie³, 難 nɑn¹:
愛 ʔʌi³ «любить» — 可愛 kʰɑ² ʔʌi³ «достойный любви, любимый»
食 ʑɨk⁴ «есть» — 足食 tsɨok⁴ ʑɨk⁴ «съедобный»
害 ɦɑi³ «вредить» — 見害 ken³ ɦɑi³ «быть повреждённым»
告 kɑu³ «обвинять» — 被告 bɨe³ kɑu³ «быть обвинённым»
見 ken³ «видеть» — 易見 jie³ ken³ «легко видимый, очевидный»
通 tʰuŋ¹ «проходить» — 難通 nɑn¹ tʰuŋ¹ «труднопроходимый»

### Идеофоны и редуплицированные слова
В классическом китайском распространены слова, образованные частичной редупликацией (с повторяющейся инициалью или финалью). Часто такие слова относятся к идеофонам, то есть обозначают чувства или состояния, сродни ономатопеям, означающим звуки. Таким же образом образованы некоторые названия мелких животных, растений, камней и других предметов:
慷慨 kʰɑŋ² kʰʌi³ «воодушевлённый; возбуждённый»
氤氳 ʔin¹ ʔɨun¹ «густой»
仿佛 pʰɨaŋ² bɨut⁴ «сходный, подобный»
躊躇 ɖɨu¹ ɖɨʌ¹ «быть в нерешительности, колебаться»
邂逅 ɦɛ³ ɦu³ «случайно встретиться»
蜘蛛 ʈie¹ ʈɨo¹ «паук»
鴛鴦 ʔwɨan¹ ʔɨaŋ¹ «утка-мандаринка»
蝙蝠 pen¹ pɨuk⁴ «летучая мышь»
芍藥 dʑɨak⁴ jɨak⁴ «пион»
薢茩 kɛ² ku² «водяной орех»
琵琶 bi¹ bæ¹ «пипа, лютня»
Для идеофонов характерно обилие вариантов, как фонетических, так и графических. Например, упомянутое выше слово 氤氳 ʔin¹ ʔɨun¹ «густой (о запахе, звуке, тумане и т. д.)» может иначе писаться как 茵蒀｜烟熅｜絪縕 и связано с идеофонами со входящим тоном 壹鬱｜潱鬱｜殪鬱｜噎鬱 ʔit⁴ ʔɨut⁴ и 挹鬱｜悒鬱｜浥鬱 ʔip⁴ ʔɨut⁴ (оба со значением «подавленный, удручённый»).

### Фонетические заимствования

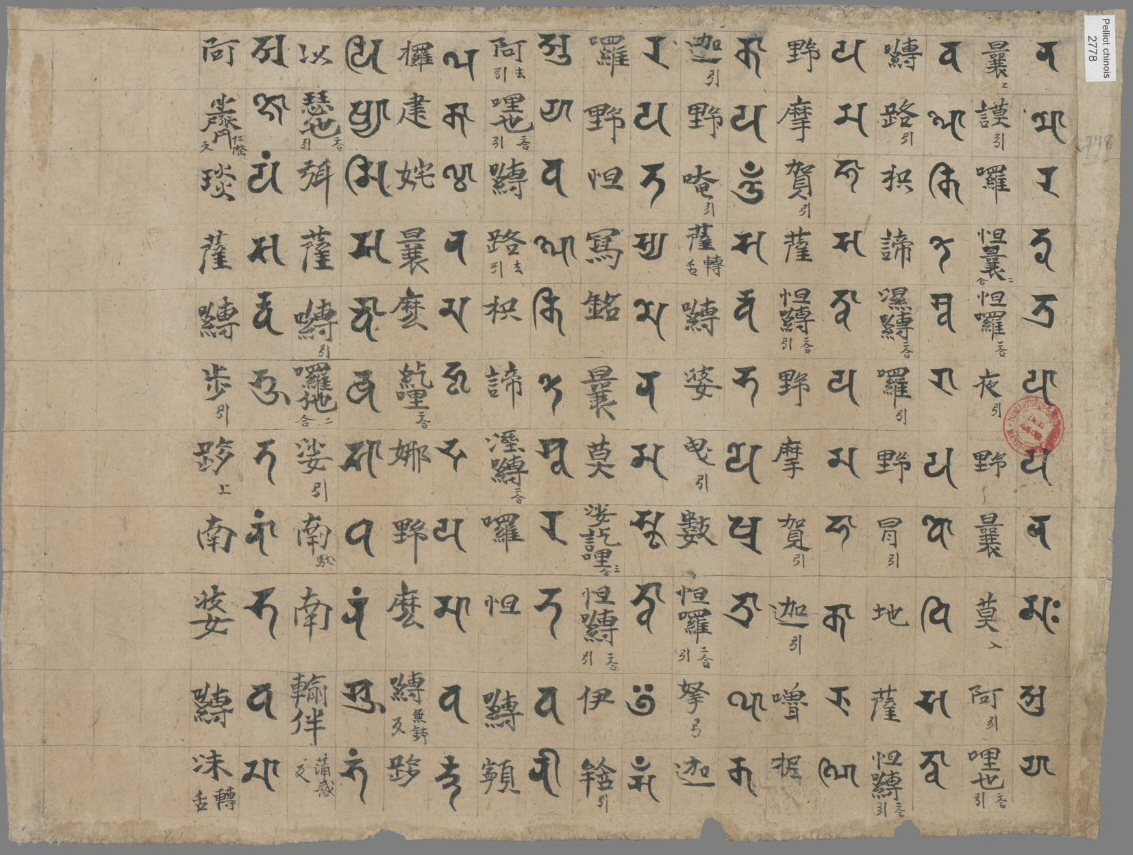
Мантра Нилакантха-дхарани, транскрибированная с помощью иероглифов

Некоторая часть слов классического китайского являются фонетическими заимствованиями, преимущественно из индийских или иранских языков. Особенно велико число заимствований в лексике, связанной с буддизмом. Например:
佛陀 bɨut⁴ dɑ¹ «будда»
多羅 tɑ¹ lɑ¹ «тара»
夜叉 jiæ³ tʂʰæ¹ «якша»
奈落 nɑ³ lɑk⁴ «нарака»
劫波 kɨap⁴ pwɑ¹ «кальпа»
羅剎 lɑ¹ tʂʰæt⁴ «ракшаса»
剎那 tʂʰæt⁴ nɑ¹ «момент; кшана»
沙門 ʂæ¹ mu̯on¹ «аскет; шраман»
比丘 bi¹ kʰɨu¹ «бхикшу»
釋迦文尼 ɕiek⁴ kɨɑ¹ mɨun¹ ɳi¹ «Шакьямуни»
般若 pwɑn¹ ȵiæ² «праджня» — некоторые комментарии Нового времени предписывают читать это слово как pwɑt⁴ ȵiæ² (откуда кант. but-yéh, мандар. bōrě, хокло poat-jiá, вьет. bát-nhã и т. д.), чтение это, однако, не зафиксировано в среднекитайских словарях
閻羅 jiem¹ lɑ¹ «Ямараджа» — сокр. от 閻魔羅闍 jiem¹ mwɑ¹ lɑ¹ dʑiæ¹
菩薩 bu̯o¹ sɑt⁴ «бодхисаттва» — сокр. от 菩提薩埵 bu̯o¹ dei¹ sɑt⁴ twɑ²
伽藍 gɨɑ¹ lɑm¹ «буддийский храм» — сокр. от 僧伽藍摩 səŋ¹ gɨɑ¹ lɑm¹ mwɑ¹, от санскр. saṃghārāma
葡萄 bu̯o¹ dɑu¹ «виноград» — из иранского языка, ср. перс. bâde «вино»
珊瑚 sɑn¹ ɦu̯o¹ «коралл» — из иранского языка, ср. перс. sang «камень»
玻璃 pʰwɑ¹ lie¹ «стекло» — из индийского языка, ср. пали phalika, санскр. sphaṭika «кристал»
和尚 ɦwɑ¹ dʑɨaŋ³ «буддийский монах» — из индийского языка, ср. гандхар. uvaj̄aya, санскр. upādhyāya «учитель»
如來 ȵɨʌ¹ lʌi¹ «татхагата» — калька санскр. tathāgata, интерпретированного как «так приходящий»
瑪瑙 mæ² nɑu² «агат» — букв. «лошадиный мозг», искажённая калька санскр. aśmagarbha «утробный камень», где aśma «камень» было спутано с aśva «лошадь», а gárbha «утроба» было воспринято как «мозг»

## Стилистика

### Поэзия
Традиционная китайская поэзия делится на следующие типы:
- стихи (詩) — поэзия, короткие стихи со строками фиксированной длины
- песни (詞) — мелодическая поэзия, положенная на музыку, обычно со строками разной длины
- оды (賦) — полу-прозаическая поэзия с перемежающимися сегментами разного размера и длины, но одной темой

В V веке н. э., с появлением в среднекитайском языке тонов, поэты стали использовать их чередование тонов для создания размера. Тоны противопоставлялись как «ровный» и «ломаные» — современные исследования считают, основываясь на среднекитайских транскрипциях с санскрита, что ровный тон был долгим, тогда как ломаные тоны — краткими. Это изменение отразилось на всех стихотворных жанрах. Так, уставные стихи получили название «стихи нового стиля» (近體詩), в отличие от «стихов старого стиля» (古體詩), в которых не было чередования тонов. Мелодическая поэзия (詞) выработала около 800 типовых мотивов (詞牌), каждый из которых имел своё название и имел определённые тоновые рисунки.
Например, следующее стихотворение поэта Ду Фу, «Взгляд на весну» (春望), является образцом «уставного стиха» (律詩):
國破山河在，城春草木深。 kwək⁴ pʰwɑ³ ʂɛn¹ ɦɑ¹ dzʌi², dʑieŋ¹ tɕʰwin¹ tsʰɑu² muk⁴ ɕim¹
●●○○●　○○●●○
感時花濺淚，恨別鳥驚心。 kʌm² dʑɨ¹ hwæ¹ tsien³ lwi³, ɦən³ bɨet⁴ teu² kɨæŋ¹ sim¹
●○○●●　●●●○○
烽火連三月，家書抵萬金。 pʰɨoŋ¹ hwɑ² lien¹ sɑm¹ ŋwɨat⁴, kæ¹ ɕɨʌ¹ tei² mwɨan³ kɨim¹
○●○○●　○○●●○
白頭搔更短，渾欲不勝簪。 bæk⁴ du¹ sɑu¹ kæŋ³ twɑn², ɦu̯on¹ jɨok⁴ pɨut⁴ ɕɨŋ¹ tʂɨim¹
●○○●●　○●●○○
Разрушено царство, остались лишь горы и реки; весна пришла в город, густы деревья и травы.
Тревожась о временах, цветы роняют слезы; горюя о разлуке, птицы — с дрожащими сердцами.
Три месяца — огни на башнях; письма из дома — дороже золота
Глажу седые волосы, и лишь короче становятся; вот-вот и не удержит их шпилька.
Типы тонов обозначены как ○ (для ровного тона) и ● (для ломаных тонов). В этом стихотворении соблюдаются правила уставного стиха:
- присутствует рифма — 深 ɕim¹, 心 sim¹, 金 kɨim¹, 簪 tʂɨim¹.
- работает правило оппозиции (反法): в двух связанных полустишиях (句) каждый чётный слог должен различаться по тону; если в одном полустишии тон ровный, то в другом должен быть ломаный
- работает правило соответствия (粘法): в втором полустишии одного стиха и первом полустишии следующего каждый второй слог должен совпадать по тону (ровному или ломаному)

Согласно этим правилам, в первом стихе противопоставлены слоги 破● pʰwɑ³ и 春○ tɕʰwin¹, 河○ ɦɑ¹ и 木● muk⁴; во втором полустишии первого стиха и первом полустишии второго соответствуют слоги 春○ tɕʰwin¹ и 時○ dʑɨ¹, 木● muk⁴ и 濺● tsien³.
國破山河在， kwək⁴ pʰwɑ³ ʂɛn¹ ɦɑ¹ dzʌi² «Разрушено царство, остались лишь горы и реки»
●●○○●
城春草木深。 dʑieŋ¹ tɕʰwin¹ tsʰɑu² muk⁴ ɕim¹ «весна пришла в город, густы деревья и травы»
○○●●○ — чётные слоги имеют тоны, противоположные тонам предыдущего полустишия
感時花濺淚， kʌm² dʑɨ¹ hwæ¹ tsien³ lwi³ «Тревожась о временах, цветы роняют слезы»
●○○●● — чётные слоги имеют тоны, соответствующие тонам предыдущего полустишия
…… ……

### Проза
Возникновение тонов в среднекитайском повлияло не только на поэзию, но и на прозу. После эпохи Хань распространился так называемый «парный стиль» (駢文) — ритмическая проза, имеющая по четыре или шесть иероглифов в предложении. Этот стиль строго регулировал построение, тематику и тоновую структуру текстов. Тексты, не соответствующие этим требованиям, включая более ранние произведения, стали причислять к «свободному стилю» (散文).
Философы Хань Юй и Лю Цзунъюань, одни из восьми великих писателей эпох Тан и Сун, в противовес «парному стилю» создали «классицистский» или «древний стиль» (古文) — более свободный и ориентировавшийся больше на дух древних классических произведений, нежели чем на пост-ханьский книжный язык, который они критиковали как излишне сконцентрированный на форме вместо содержания. После их смерти «древний стиль» пришёл в упадок, их ученики ушли в другую крайность — их язык стал чрезмерно архаичным и труднопонимаемым. Реформист Фань Чжунъянь и его ученик Оуян Сю вновь оживили «древний стиль», и вплоть до конца Маньчжурской империи Цин он оставался основным литературным стилем.
В XII—XIV веках в Чжурчженьской и Монгольской империях, существовавших преимущественно в Северном Китае, классическая проза переживала упадок, однако получило развитие письмо на старомандаринском языке. В эпоху Мин классическая словесность обрела новое дыхание. Литераторы XV века («семеро поздних и семеро ранних мастеров», 前後七子) выступили под девизом «в прозе подражать Цинь и Хань, в поэзии — эпохе расцвета Тан» (文必秦漢，詩必盛唐). К концу эпохи Мин, в XVI веке, этому принципу противодействовали поздние литературные школы, такие как Танско-сунская (唐宋派) и Гунъаньская (公安派), которые вновь призвали отказаться от строгих формальных правил и копирования старины, взамен сконцентрировавшись на выразительности и оригинальности текста. Это породило жанр «малой прозы» (小品文), содержащий больше лирических и юмористических элементов. В середине эпохи Цин возникла Тунчэнская школа (桐城派), вновь взявшая за образец древнюю классику и противостоявшая цветастой прозе предшествующих школ, упирая на лаконичность и практичность текста.